# Lorenzo de' Medici
(Lorenzo de' Medici, Canzona di Bacco, Canti carnascialeschi)
Lorenzo di Piero de' Medici, modernamente noto come Lorenzo il Magnifico (Firenze, 1º gennaio 1449 – Careggi, 8 aprile 1492), è stato un politico, nobile, mecenate, scrittore, poeta e umanista italiano, signore di Firenze dal 1469 alla morte, il terzo della dinastia dei Medici, nonché uno dei più significativi uomini politici del Rinascimento, sia per aver incarnato l'ideale del principe umanista, sia per l'oculatissima e diplomatica gestione del potere.
Lorenzo divenne, insieme al fratello minore Giuliano, signore de facto di Firenze dopo la morte del padre Piero. Nei primi anni di governo (1469-1478), il giovane Lorenzo condusse una politica interna volta a rinforzare da un lato le istituzioni repubblicane in senso filo-mediceo, dall'altro a sopprimere le ribellioni delle città sottoposte a Firenze (celebri i casi di Prato e Volterra). Sul fronte della politica estera, invece, Lorenzo manifestò il chiaro disegno di arginare le ambizioni territoriali di Sisto IV, in nome dell'equilibrio della Lega Italica del 1454.
Per questi motivi, Lorenzo fu oggetto della Congiura dei Pazzi (1478), nella quale il fratello Giuliano de' Medici rimase assassinato. Il fallimento della congiura provocò l'ira di papa Sisto, del re di Napoli Ferrante d'Aragona e di tutti coloro che erano intimoriti dal rafforzamento del potere mediceo su Firenze. Seguirono, pertanto, due anni di guerra contro Firenze, nella quale il prestigio interno e internazionale del Magnifico si rafforzarono enormemente grazie alla sua abilità diplomatica e al suo carisma, con cui riuscì da un lato a sgretolare la coalizione anti-fiorentina, dall'altro a mantenere unite le forze interne alla Repubblica.
Divenuto negli anni ottanta l'ago della bilancia della politica italiana, trattato come un sovrano dai monarchi stranieri, Lorenzo legò il suo nome al periodo di massimo splendore del Rinascimento fiorentino, circondandosi di intellettuali (Poliziano, Ficino, Pico della Mirandola) e di artisti quali Botticelli e il giovane Michelangelo. Dopo la sua prematura scomparsa (1492), la rivalità dei signori italiani, non più frenati dalla sua diplomazia, degenerò fino a permettere la discesa di Carlo VIII di Francia e l'inizio delle guerre d'Italia del XVI secolo.

## Biografia

### Gioventù

#### Criptosignoriamedicea

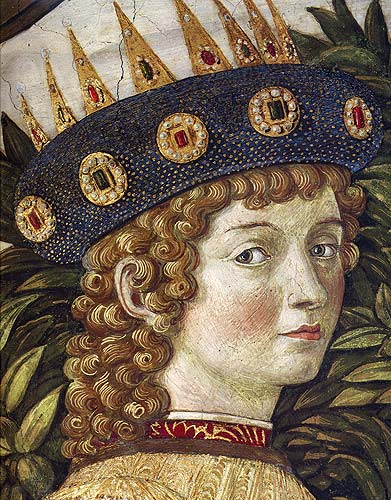
Benozzo Gozzoli, Presunto ritratto di Lorenzo de' Medici da giovane, particolare dell'affresco del Corteo dei Magi nell'omonima cappella

Quando Lorenzo nacque, la famiglia Medici era all'apice del suo potere politico nella Repubblica fiorentina, controllando le varie e complesse istituzioni repubblicane deputate al funzionamento dello Stato. Il nonno di Lorenzo, Cosimo, era riuscito, grazie all'enorme fortuna finanziaria del suo banco, a legare a sé numerosi politici fiorentini e a farsi portavoce del malessere popolare, dovuto alla soffocante oligarchia di nobili capeggiata dagli Albizzi.
Nel 1434, dopo appena un anno di esilio a Venezia, Cosimo rientrò a Firenze, esiliò gli Albizzi e, seguendo un modello politico già adottato nell'antichità da Ottaviano Augusto, mantenne le istituzioni repubblicane vigenti dandole in appalto a uomini del suo entourage e, formalmente, si ritirò a vita privata. Il controllo reale, però, rimaneva in mano a Cosimo; ciò ha spinto gli storici a definire tale forma di governo "criptosignoria", dove l'anima dell'orientamento politico repubblicano stava nelle mani di un unico uomo e della sua famiglia.

#### Educazione

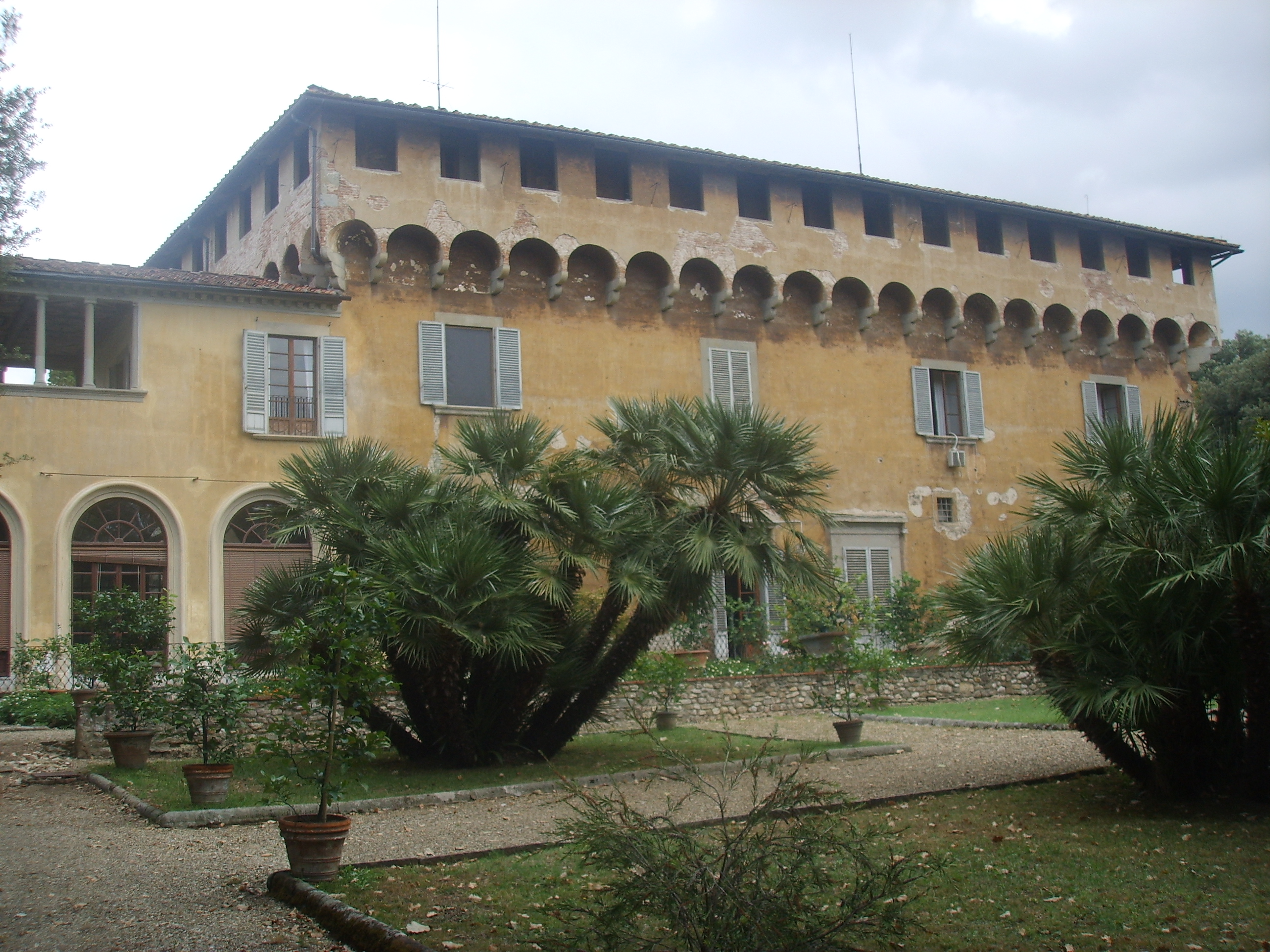
La Villa medicea di Careggi, sede dell'accademia neoplatonica fondata da Marsilio Ficino con il beneplacito di Cosimo il Vecchio

Figlio di Piero di Cosimo de' Medici e di Lucrezia Tornabuoni, Lorenzo nacque il 1º gennaio 1449 (secondo lo stile fiorentino di datazione dell'epoca, nel 1448) a Firenze, nel Palazzo Medici Riccardi, e fu battezzato il 6 di quel medesimo mese in occasione dell'Epifania. Lorenzo, insieme al fratello Giuliano e alla sorella Bianca, ricevette una profonda educazione umanistica e un'accurata preparazione politica, entrambe seguite attentamente dal nonno Cosimo e dai genitori.
Nella fanciullezza Lorenzo fu seguito e preparato da Gentile da Urbino, mentre dal 1457 la sua educazione passò nelle mani di umanisti come Cristoforo Landino, Giovanni Argiropulo per gli studi su Omero, Marsilio Ficino per la filosofia neoplatonica e Antonio Squarcialupi per la danza. Il nonno Cosimo si affezionò in modo particolare al nipote Lorenzo, col quale era solito conversare e discutere. Il giovinetto manifestò un precoce interesse verso l'Accademia neoplatonica e a soli 12 anni era solito partecipare alle dotte disquisizioni del Ficino nella Villa di Careggi.
L'epiteto di "Magnifico", con cui Lorenzo è passato alla storia, non costituisce né un soprannome né il riconoscimento di meriti straordinari, ma un semplice appellativo di cortesia, che era "solito darsi a chiunque avesse condizione più che di privato", ossia a ogni uomo adulto che avesse una qualche rilevanza in città. Negli scritti dell'epoca egli veniva per l'appunto sempre appellato "Magnifico Lorenzo", mentre l'inversione in "Lorenzo il Magnifico" costituisce un'operazione del tutto arbitraria e moderna.

#### Crisi di successione
Lorenzo non era che un adolescente allorché lo zio Giovanni, secondogenito di Cosimo il Vecchio e successore designato alla guida del Banco dei Medici, morì nel 1463 dopo una vita piena di stravizi. La salute cagionevole del proprio primogenito Piero (soprannominato "il Gottoso" a causa della malattia che lo affliggeva, la gotta) aveva infatti spinto Cosimo a decidere che fosse Giovanni a succedergli alla guida del Banco di famiglia. Con la morte di quest'ultimo, l'anziano Cosimo cadde in uno stato melanconico, continuamente assillato dal problema della successione. Fu così che pensò di riporre le proprie speranze nei figli di Piero; Lorenzo e Giuliano sarebbero potuti divenire aiutanti e successori del padre infermo. Prima di morire, Cosimo raccomandò a Piero di non trascurare l'educazione dei due ragazzi e di trattarli come se fossero uomini, nonostante la loro giovane età.

#### Viaggi

##### Tra Venezia e Milano (1465)

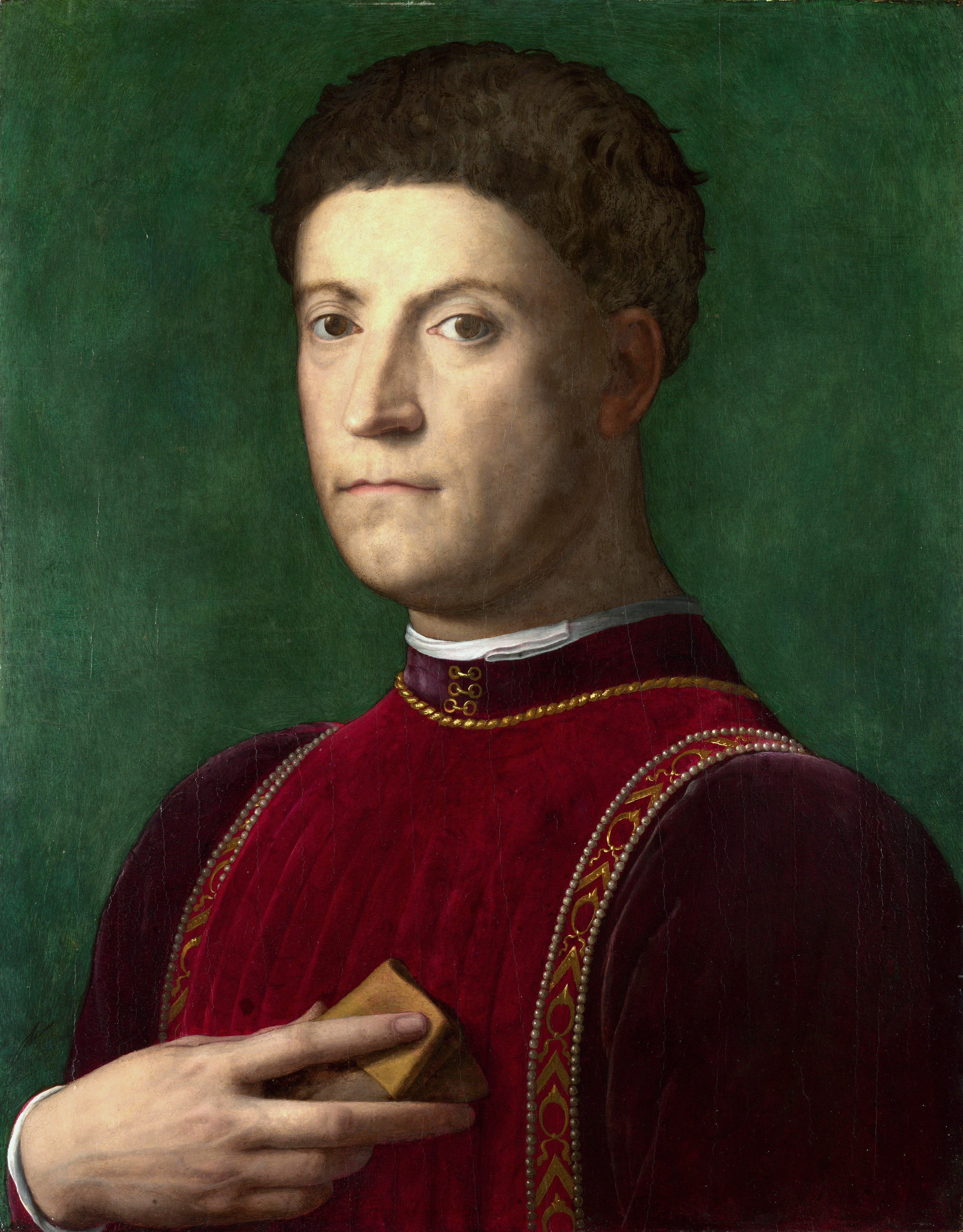
Agnolo Bronzino, Piero di Cosimo de' Medici, olio su tela, 1550-70, Londra, National Gallery.
Il breve governo di Piero, dovuto alle condizioni di salute malandate, fu contrassegnato da un colpo di Stato e dal rafforzamento del potere mediceo su Firenze.

Prima di fargli fare il suo ingresso nella vita politica cittadina, il padre Piero pensò di affidare a Lorenzo alcune missioni diplomatiche a Milano e a Venezia, dove vi erano due filiali del Banco dei Medici. Il giovane Lorenzo avrebbe così potuto acquisire una panoramica generale della situazione politica italiana e saggiare di persona gli animi dei vari governanti. Il 17 aprile 1465 il giovane Medici conobbe nella città di Pisa il principe Federico di Napoli, diretto a Milano per rappresentare il fratello Alfonso al suo matrimonio con Ippolita Maria Sforza. Lorenzo, che nel frattempo aveva stretto amicizia con Federico, fu costretto a partire dalla Toscana in direzione di Venezia, seguendo un percorso che l'avrebbe portato a conoscere le principali personalità politiche dell'epoca; a Bologna Lorenzo conobbe Giovanni Bentivoglio, mentre a Ferrara fu accolto da Borso d'Este.
Dalla città estense proseguì per Venezia, dove fu presentato al doge Cristoforo Moro. Conclusa l'esperienza veneziana, il giovane Medici si recò a Milano, dove conobbe Francesco Sforza, amico e alleato del nonno Cosimo. In quella che era la capitale del Ducato di Milano il giovane Lorenzo fu informato da Pigello Portinari, direttore della locale filiale medicea, sul come comportarsi durante il colloquio col duca. Il soggiorno milanese, tuttavia, durò poco; infatti egli dovette rientrare a Firenze per accompagnare Ippolita Maria Sforza (con la quale strinse una profonda amicizia e, in seguito, una collaborazione politica) e Federico verso il Regno partenopeo.

##### Roma e Napoli (1466)
Lorenzo ripartì nel 1466 per recarsi a Roma, dove si trovava un'importante filiale del Banco dei Medici gestita da Giovanni Tornabuoni, fratello della madre Lucrezia. Piero il Gottoso aveva dato precise istruzioni di verificare l'andamento della banca e fu proprio Lorenzo a firmare il contratto che assicurava ai Medici una partecipazione nelle miniere di allume scoperte a Tolfa, vicino Civitavecchia, in accordo col papa Paolo II. Da Roma Lorenzo giunse, attraverso la via Appia, a Gaeta, ove soggiornava la corte del re Ferrante d'Aragona, che lo ricevette con molte cerimonie pubbliche. Successivamente, Ferrante gli concesse un incontro privato, in cui il giovane Medici ebbe modo di portare al sovrano i saluti del padre e descrivergli alcune delle problematiche interne e familiari. Nel rientrare a Firenze Lorenzo poteva ritenersi soddisfatto dell'esito del suo viaggio, ma la situazione interna dello Stato non permetteva di stare tranquilli.

#### Congiura del 1466

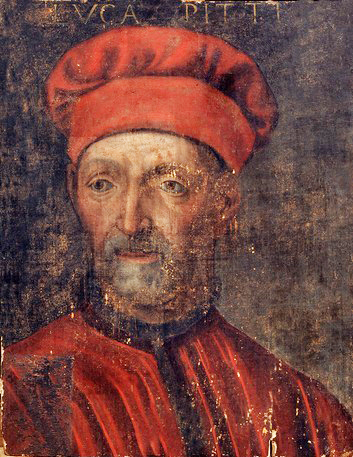
Particolare raffigurante Luca Pitti, tratto dalla predella conservata nella Cappella Pitti, in Santo Spirito

L'8 marzo del 1466 sopraggiunse un grave colpo alla stabilità del potere mediceo, ovvero la morte improvvisa di Francesco Sforza, duca di Milano e convinto sostenitore della criptosignoria medicea. A seguito del vuoto di potere generatosi a Milano (Galeazzo Maria Sforza, l'erede al trono, era in Borgogna al momento del decesso del padre), in concomitanza con la salute cagionevole e la politica finanziaria di Piero il Gottoso (finalizzata alla riscossione immediata dei prestiti che il padre Cosimo aveva elargito alle famiglie nobili fiorentine in cambio della loro fedeltà), che aveva tra l'altro manifestato l'intenzione di fidanzare il figlio Lorenzo con la nobildonna romana Clarice Orsini e non con una fiorentina come la tradizione voleva, il partito antimediceo si risvegliò.
Il primo fra i nemici di Piero, il ricchissimo Luca Pitti, alleatosi con la famiglia degli Acciaiuoli e con Diotisalvi Neroni (quest'ultimo amico di lunga data di Cosimo il Vecchio), organizzò una congiura indirizzata all'esautoramento di Piero e al suo innalzamento quale nuovo arbitro della Repubblica. Pitti e gli altri congiurati poterono contare, inoltre, sul sostegno esterno della casa degli Este: il marchese Borso inviò infatti a Firenze il fratellastro Ercole a capo di 1 300 uomini, pronti a intervenire per supportare l'insurrezione interna. Il colpo di Stato, nello specifico, prevedeva l'assassinio di Piero lungo il tragitto dalla villa di Careggi a Firenze, itinerario che egli era solito percorrere senza una grande scorta.
Il piano di Pitti, però, fu prontamente sventato dallo stesso Piero, il quale, prevenendo l'azione dei congiurati, si armò e avvisò tutti i suoi sostenitori di organizzare la controffensiva. Nel contempo, Piero riuscì a convincere Pitti a passare nella fazione medicea e, con l'aiuto di 2 000 fanti milanesi inviati da Galeazzo Maria Sforza, riuscì a ripristinare la sua autorità. Dei restanti congiurati, Diotisalvi Neroni, Angelo Acciaiuoli e Niccolò Soderini furono esiliati, mentre l'arcivescovo di Firenze Giovanni de' Diotisalvi dovette ritirarsi a Roma. Luca Pitti, sebbene non subisse poi alcuna persecuzione giudiziaria, venne punito da tutto il popolo fiorentino, che non lo considerò più uno dei suoi maggiori cittadini e anzi lo evitava e ne parlava irrispettosamente. Il ruolo di Lorenzo fu sicuramente importante, in quanto sostenne attivamente il padre e guidò il gruppo di armati legati ai Medici, distinguendosi nella difesa della vita paterna lungo la via che da Careggi portava a Firenze.

#### Ascesa politica di Lorenzo e matrimonio con Clarice Orsini (1466-1469)

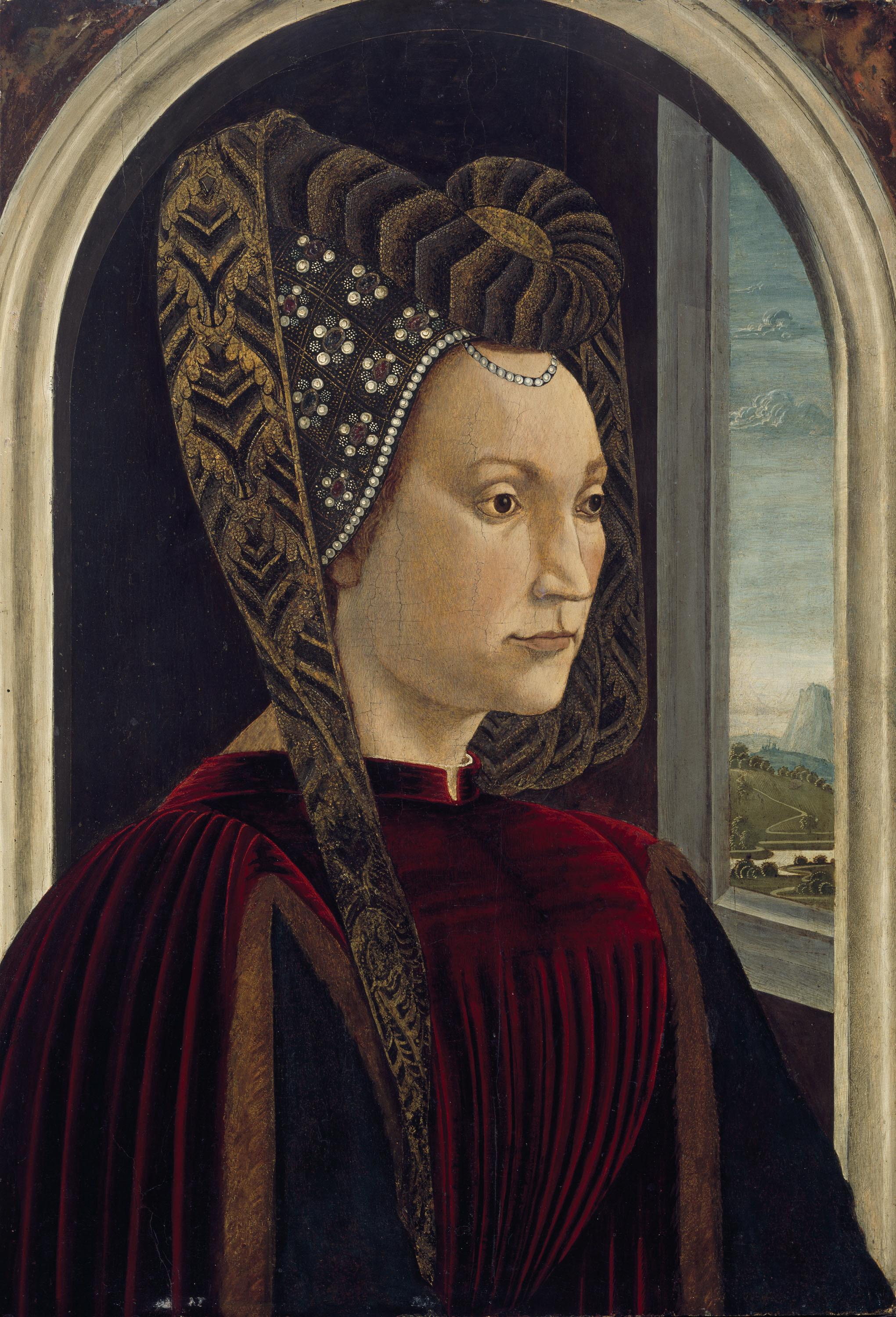
Domenico Ghirlandaio, Presunto ritratto di Clarice Orsini, pittura a olio, data ignota, Galleria nazionale d'Irlanda

Mentre Firenze stava combattendo una coalizione veneto-ferrarese finalizzata a porre fine all'egemonia medicea, Piero de' Medici provvide a presentare Lorenzo come suo legittimo successore alla guida della famiglia. Poco dopo la fallita congiura del 1466, infatti, Piero fece sedere il diciassettenne Lorenzo al proprio posto nella Balìa e nel Consiglio dei Cento. Con lo scopo di rafforzare ulteriormente la posizione della famiglia Medici, Piero e Lucrezia Tornabuoni si decisero a porre in atto il progetto di matrimonio tra il giovane Lorenzo e la romana Clarice Orsini.
Clarice, proveniente da una delle più nobili famiglie romane, fu esaminata e giudicata direttamente da Lucrezia nel corso di un suo soggiorno a Roma del 1468, il cui resoconto fu inviato in modo assai dettagliato a Piero. Il progetto matrimoniale fu avallato da entrambe le famiglie; oltre a ricevere 6 000 fiorini romani, i Medici puntavano a entrare nella cerchia patrizia pontificia e assumere un carattere più cosmopolita; gli Orsini, d'altro canto, si sarebbero imparentati con la famiglia più ricca d'Europa. Dal canto suo, Lorenzo aveva visto la ragazza e manifestato la sua approvazione alla madre, alla quale lasciò il compito di preparargli il matrimonio.
Nei suoi ricordi (una sintetica raccolta di importanti informazioni ed eventi della sua vita compilata nel 1472) Lorenzo specificò le due fasi del fidanzamento: il momento in cui Clarice gli fu data come promessa sposa nel 1468 (ovvero quando l'unione venne celebrata per procura a Roma il 10 dicembre 1468, con Filippo de' Medici quale rappresentante di Lorenzo) e il momento successivo in cui le nozze ebbero luogo il 4 giugno del 1469 con rito religioso a Firenze, cui seguirono grandi feste patrocinate da Piero. Negli stessi ricordi, egli inoltre annotò la gravidanza della moglie e la nascita dei primi figli (Lucrezia, Piero e due gemelli morti poco dopo la nascita) e concluse pregando Dio di proteggere lei e i loro figli da ogni pericolo.
I due erano molto diversi: Lorenzo era gaudente, intriso di cultura neoplatonica e amante della vita, mentre Clarice era di educazione rigida e austera, profondamente religiosa e poco edotta di letteratura e cultura umanistica. Ciononostante, la corrispondenza fra i due mostrava toni di affetto e rispetto reciproco e vi è motivo di credere che un sentimento sincero nacque fra loro negli anni.
La coppia concepì dieci figli nell'arco dei primi dieci anni di matrimonio. A differenza di suo padre e di suo nonno, egli non ebbe figli illegittimi, né si conoscono con certezza sue amanti durante il matrimonio con la Orsini. Nonostante le differenze caratteriali, Lorenzo amò a modo suo la consorte e la morte della donna, che avvenne nel 1488 per tubercolosi, fu un duro colpo. In una lettera a papa Innocenzo VIII, Lorenzo espresse tutto il suo dolore e la difficoltà nell'accettare la perdita e mancanza della sua carissima e dolcissima consorte. Tuttavia non interdisse per lei le celebrazioni del Carnevale, che aveva invece vietato per un decennio a causa della morte del fratello Giuliano e che dal 1488 tornò a festeggiarsi.

### Governo (1469-1492)

#### Primi anni (1469-1477)

##### Riforme istituzionali

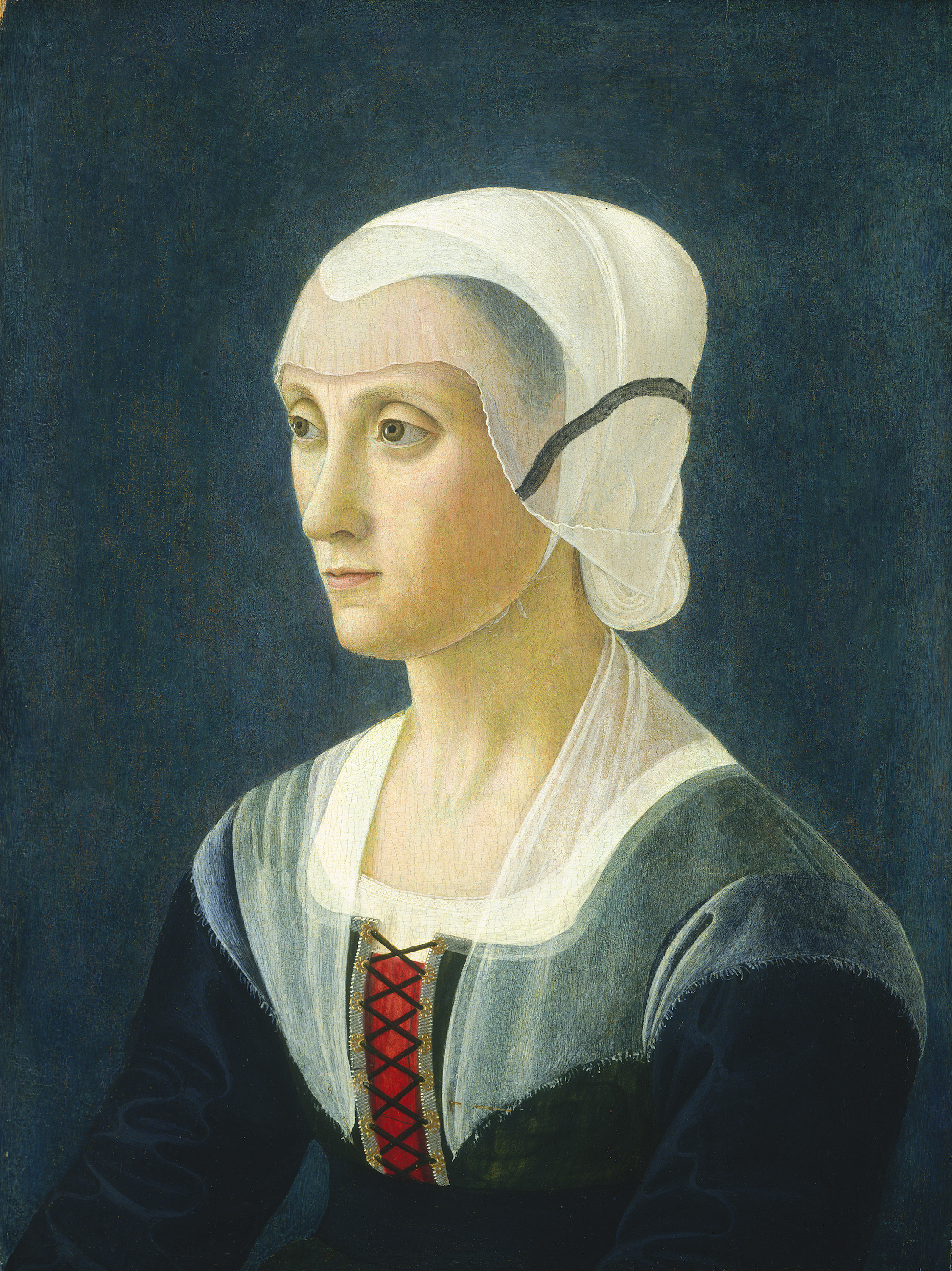
Domenico Ghirlandaio, Ritratto di Lucrezia Tornabuoni, tempera, National Gallery of Art, Washington. Donna colta, intelligente e pragmatica, Lucrezia Tornabuoni fu una valida consigliera sia per il marito Piero, sia per il figlio Lorenzo

Piero de' Medici non poté assaporare i frutti della sua politica matrimoniale. Completamente distrutto dalla gotta e dalle complicazioni che ne derivarono, morì il 2 (altre fonti attestano il 3) dicembre 1469 per un'emorragia cerebrale. L'appena ventenne Lorenzo assunse quindi il potere su Firenze insieme al fratello Giuliano, ricevendo la fiducia da parte dei politici legati ai Medici. Seguendo le orme del nonno e del padre, Lorenzo non accettò ufficialmente il potere, volendo essere considerato un semplice cittadino di Firenze pur praticamente accentrando nelle proprie mani il potere della città e dello Stato.
Nonostante fosse pari al nonno per tatto politico, Lorenzo manifestò apertamente la sua sete di potere, suscitando riprovazione e timori da parte degli altri magnati. Nel periodo dal 1469 al 1472, difatti, Lorenzo sopì tutte le rivalità tra famiglie fiorentine in modo da diventare supremo arbitro in ogni questione. Il rafforzamento della famiglia Medici, a livello istituzionale, fu determinato dalla costituzione del Consiglio maggiore (luglio 1471) e dal rafforzamento del Consiglio dei Cento, quest'ultimo in mano a esponenti filomedicei, al quale fu conferita l'autorità di promulgare leggi senza l'interferenza degli organi popolari.

##### Prima congiura
Diotisalvi Nerone e gli altri fuoriusciti, credendo di approfittare dell'inesperienza dei due giovani fratelli, complottarono con Borso d'Este per abbattere definitivamente i Medici e sobillarono i pratesi alla rivolta contro Firenze, in quanto questa era la città sottomessa più vicina. Come però riassume il critico George Friedrick Young, il colpo di Stato fu scoperto anzitempo:
(G.F.Young, I Medici, p. 170)

##### Guerra contro Volterra
Nel 1472 Lorenzo, spinto sia da motivazioni economiche sia politiche, decise di muovere guerra contro Volterra. Il Medici, infatti, anelava da un lato acquisire le ricche risorse di allume appena scoperte, mentre dall'altro intendeva rafforzare il prestigio interno ed estero dello Stato (e della sua famiglia) sottomettendo una città importante della Toscana. La guerra fu repentina e terminò il medesimo anno con il sacco della città da parte delle truppe guidate da Federico da Montefeltro. Ne seguì una strage di tale violenza verso i volterrani da suscitare disdegno nell'animo dell'opinione pubblica fiorentina. Per affermare il dominio fiorentino su Volterra, Lorenzo decise di costruire una imponente rocca che sfoggiava le più moderne soluzioni difensive dell'epoca, anticipando molte caratteristiche della futura fortificazione alla moderna.

#### Congiura dei Pazzi (1478)

##### Antefatti (1473-1478)

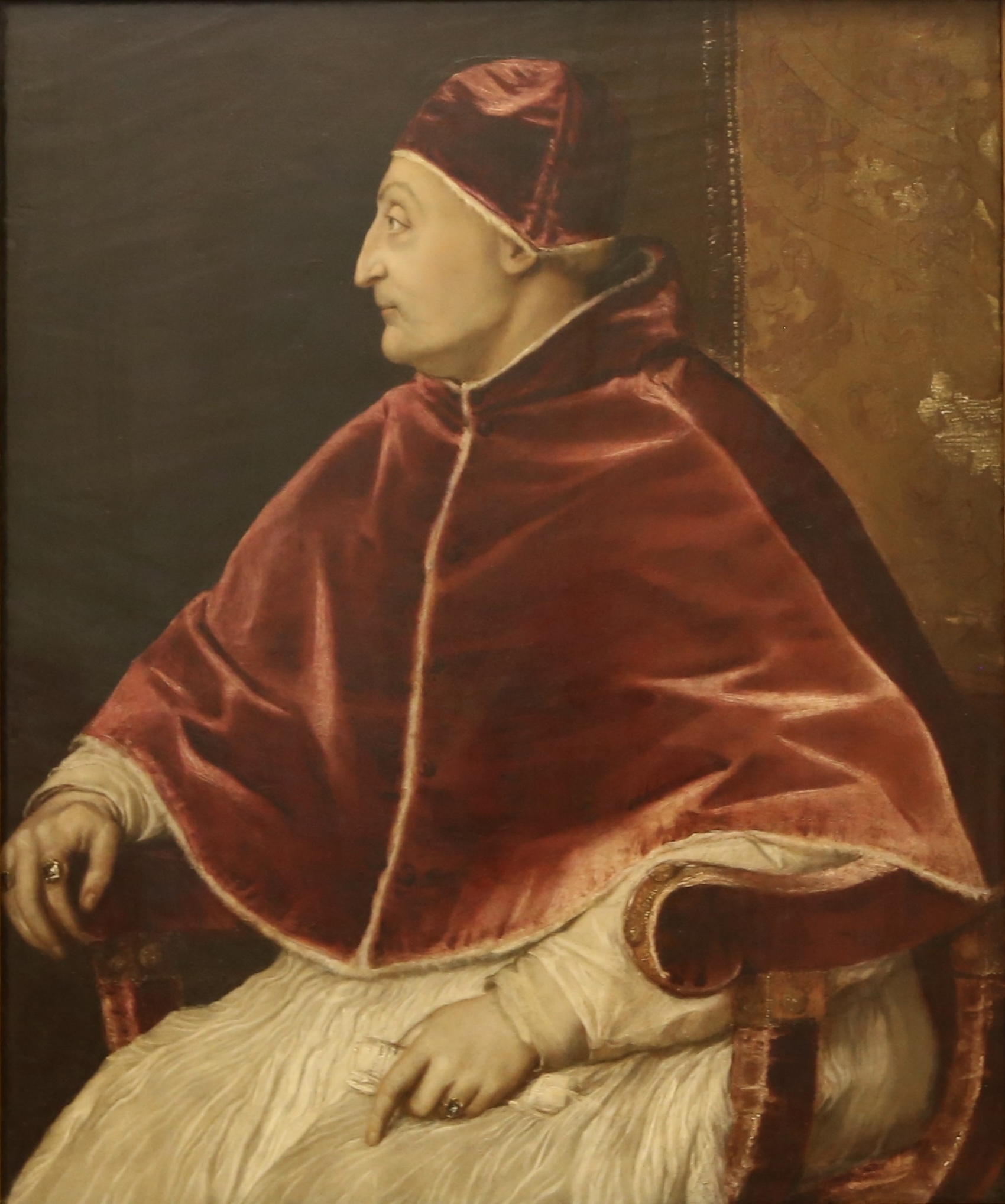
Tiziano, Ritratto del papa Sisto IV, olio su tela, 1540 circa, Galleria degli Uffizi, Firenze. Papa Sisto fu il principale oppositore di Lorenzo durante la prima fase del suo governo, giungendo a patrocinare la congiura ideata dal nipote Girolamo Riario

Nonostante i successi in politica estera, il rafforzamento interno e la politica di magnificenza condotta da Lorenzo, il potere della famiglia Medici era ancora oggetto d'attriti da parte di alcuni fiorentini, ma ancor più determinanti si rivelarono le macchinazioni di alcuni dei più importanti potentati italiani. Papa Sisto IV, che inizialmente era in cordiali rapporti con Lorenzo, entrò in collisione con quest'ultimo a causa del progetto pontificio di occupare le piazzaforti strategiche di Imola e Faenza, due città assai vicine al confine settentrionale della Repubblica (1473-1474), e Città di Castello, noto avamposto degli interessi fiorentini in Umbria. Una simile manovra strategica avrebbe di fatto comportato l'accerchiamento di Firenze, situazione inaccettabile per la signoria medicea.
La tensione si acuì ulteriormente di fronte al rifiuto da parte di Lorenzo, principale banchiere del Vaticano, di versare al papa la somma di 40 000 fiorini necessaria per acquistare Imola dagli Sforza. L'opposizione del Medici era ben motivata: l'obiettivo di Sisto IV era infatti quello di mettere Firenze nelle mani dell'ambizioso nipote Girolamo Riario, estendendo la sfera d'influenza dello Stato Pontificio fino a determinare la sottomissione dell'intera Italia centrale alla politica papale. Il rifiuto di Lorenzo provocò un inasprimento dei rapporti diplomatici tra Firenze e lo Stato della Chiesa. Istigato dal nipote, papa Sisto IV cominciò a tessere una ragnatela di intrighi contro i Medici, coinvolgendo l'arcivescovo di Pisa Francesco Salviati, il duca d'Urbino Federico da Montefeltro, il re di Napoli Ferrante e la Repubblica di Siena.
Furono stabiliti dei contatti con i principali esponenti del fronte antimediceo interno a Firenze, tra i quali spiccavano l'antica e ricchissima famiglia magnatizia dei Pazzi, intimorita dal crescente potere di Lorenzo e dal sovvertimento di alcune strutture repubblicane. Il processo che dall'inasprimento dei rapporti tra Signoria e Papato portò alla congiura richiese quattro anni. Ciò si spiega con il contemporaneo evolversi della situazione politica italiana; infatti, fu soltanto dopo la morte violenta del duca di Milano Galeazzo Maria Sforza (26 dicembre 1476), con cui Lorenzo aveva sempre mantenuto ottimi rapporti, e lo scoppio della conseguente guerra civile tra la reggente Bona di Savoia e i cognati, che i congiurati si decisero ad agire allo scoperto. Essi intendevano approfittare del temporaneo indebolimento dei Medici, rimasti privi dei mezzi militari degli alleati che avevano sostenuto il loro potere negli anni passati.

##### Attentato del 26 aprile

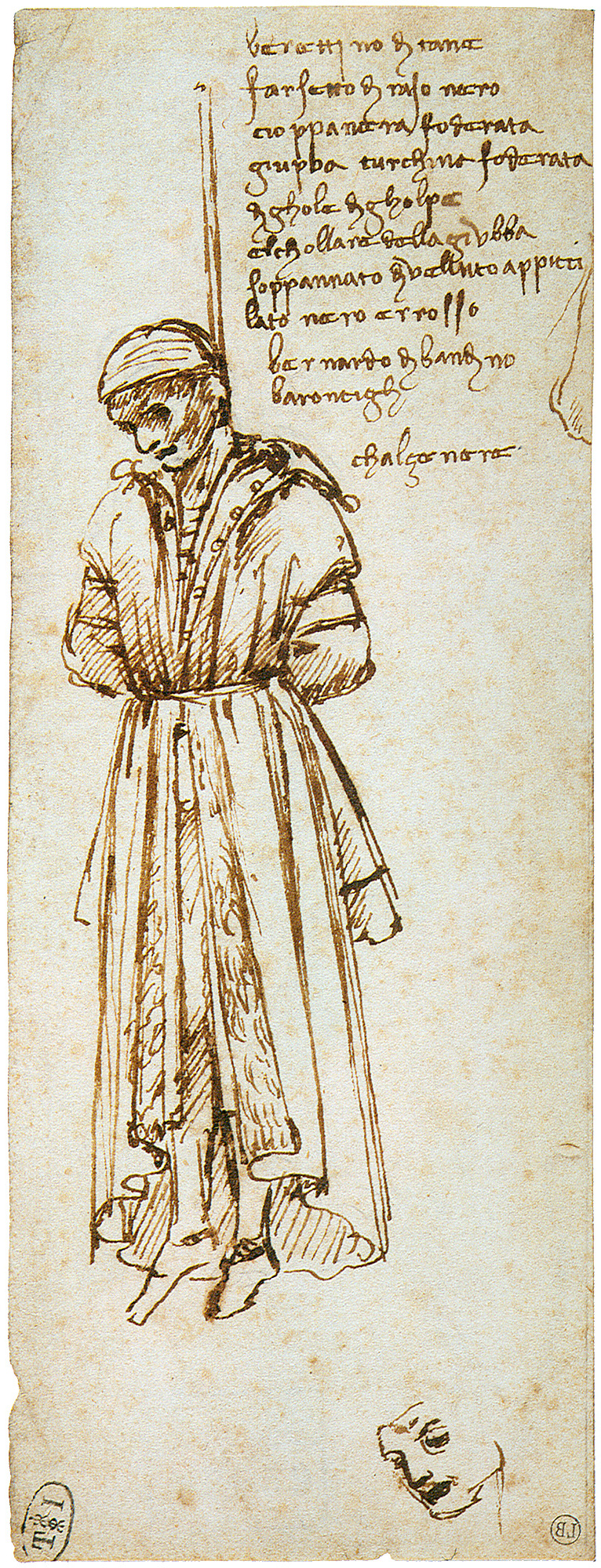
Il corpo di Bernardo Baroncelli, ritratto da un giovanissimo Leonardo da Vinci al momento dell'impiccagione

Un primo tentativo di eliminazione fisica dei due giovani Medici fu fatto il giorno 25 aprile, quando Jacopo de' Pazzi pensò di avvelenare le pietanze riservate a Lorenzo e Giuliano. Quest'ultimo, però, ebbe un'indisposizione che non gli permise di partecipare al ricevimento, costringendo così i congiurati ad agire in modo diverso. L'occasione si ripresentò il giorno successivo, cioè il 26 aprile 1478. Mentre stavano ascoltando la messa in Santa Maria del Fiore, al momento dell'elevazione dell'ostia consacrata i due fratelli furono aggrediti: Giuliano fu colpito a morte dai sicari Bernardo Bandini Baroncelli e Francesco de' Pazzi, mentre Lorenzo, ferito in modo lieve dal sacerdote volterrano Antonio Maffei, si salvò riparandosi in sagrestia, aiutato da alcuni amici, tra cui il Poliziano e Francesco Nori, che interpose il suo corpo al pugnale del sicario, salvandogli la vita.
Le sorti di Lorenzo, asserragliato nella sagrestia, furono alla fine determinate dalla sollevazione popolare in suo favore; il popolo, infatti, venuto presto a conoscenza dell'attentato sacrilego, si sollevò al grido di "Palle! Palle!" (in allusione alle palle poste sullo stemma dei Medici), scagliandosi contro i congiurati. Contemporaneamente, il gonfaloniere Cesare Petrucci, dopo aver saputo dell'attentato, arrestò in Palazzo Vecchio alcuni congiurati guidati dall'arcivescovo Salviati, facendoli quindi impiccare.

##### Vendetta contro i congiurati
La vendetta contro i Pazzi e i loro alleati fu terribile, perché diventasse così un esempio contro chi avesse mai voluto, in futuro, minare il potere mediceo sulla città. Lorenzo procedette a una serie di esecuzioni in Piazza della Signoria, tra cui quella dei due principali animatori del complotto, Jacopo e il nipote Francesco de' Pazzi, catturati mentre tentavano la fuga da Firenze. Degli altri membri della famiglia, soltanto Guglielmo fu risparmiato, in quanto estraneo ai fatti e anche perché era il marito di Bianca, sorella del Magnifico.
Guglielmo e la moglie, per l'appartenenza alla famiglia dei Pazzi, furono però costretti all'esilio. Infine Bernardo Bandini, che tentò addirittura di ottenere protezione dal sultano Maometto II, fu rimpatriato e giustiziato. La popolarità di Lorenzo era al culmine, in quanto visto come oggetto d'odio da parte di pochi facinorosi privi di seguito popolare. Difatti, le solenni esequie che Lorenzo fece officiare a San Lorenzo per il fratello Giuliano videro la partecipazione di tutta la cittadinanza fiorentina. Il tragico attentato spinse Lorenzo a far cessare per un decennio, quindi fino al 1488, tutte le manifestazioni legate al Carnevale.

#### Guerra antimedicea (1478-1480)

##### Viaggio a Napoli

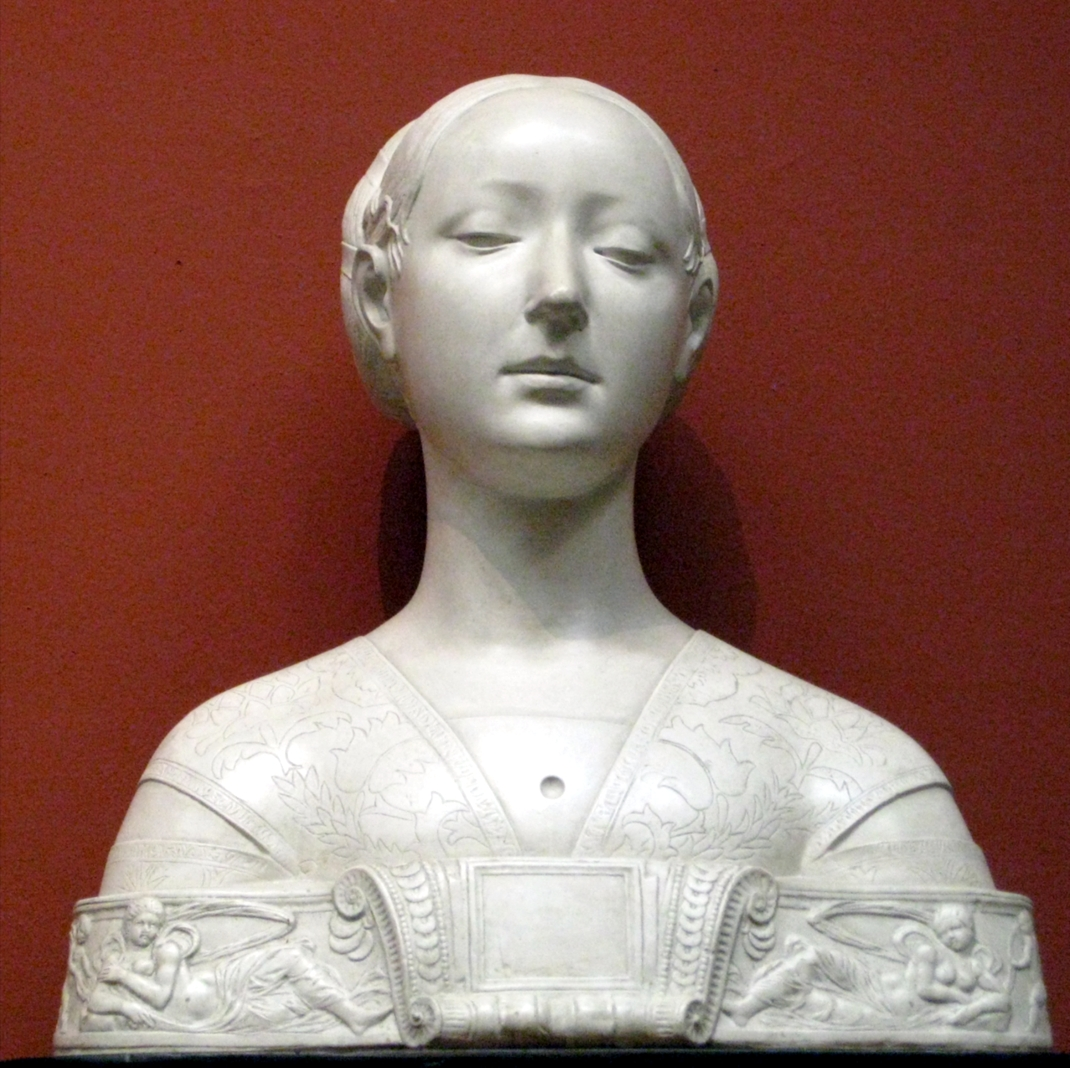
Francesco Laurana, Presunto ritratto di Ippolita Maria Sforza, 1472, calco del Museo Puškin da un originale perduto, già al Bode-Museum, Berlino

Sisto IV, sdegnato dal trattamento riservato ai congiurati e soprattutto per l'impiccagione di un ecclesiastico, iniziò una guerra aperta contro Lorenzo: scomunicò questi e i maggiorenti della Repubblica, chiuse e arrestò i membri del banco mediceo romano, si alleò apertamente con Ferrante di Napoli, con Siena, Lucca e Urbino e dichiarò guerra a Firenze, alleata di Milano e di Venezia. Lorenzo, sostenuto dai cittadini e dal clero toscano (che a sua volta scomunicò il papa), si accinse alla preparazione della difesa militare. Dopo mesi di lotte estenuanti, in cui la debole Firenze ricevette scarsi aiuti da parte dei suoi alleati e vide la defezione di alcuni capitani di ventura da lei inviati, la guerra ebbe una svolta nel 1479, quando la coalizione antifiorentina prese, dopo un lungo assedio, Colle di Val d'Elsa.
Lorenzo, vedendo la gravità della situazione, su consiglio di Ludovico il Moro e col consenso della Signoria lasciò di nascosto Firenze, affidando al gonfaloniere Tommaso Soderini il governo dello Stato in sua assenza; quindi salpò di nascosto dal porto di Vada e si recò coraggiosamente a Napoli per trattare con re Ferrante. Consapevole che il re di Napoli aveva avuto parte nella congiura dell'anno precedente, Lorenzo non partì prima di aver ricevuto dal Moro e da Ippolita Maria Sforza l'assicurazione che Ferrante non lo avrebbe incarcerato e ucciso, così com'era solito fare con gli ospiti suoi nemici. Tuttavia, considerato il cinismo del re, nessun salvacondotto gli avrebbe mai fornito una vera garanzia, e «l'iniziativa del fiorentino assomigliava pur sempre a quella dell'acrobata che salta nel vuoto senza rete». Ferrante, trattenendo onorevolmente per tre mesi l'illustre ospite fiorentino, sperava che Firenze, davanti alla prolungata assenza di Lorenzo, si ribellasse, passando dalla parte del Papa.

#### La pace

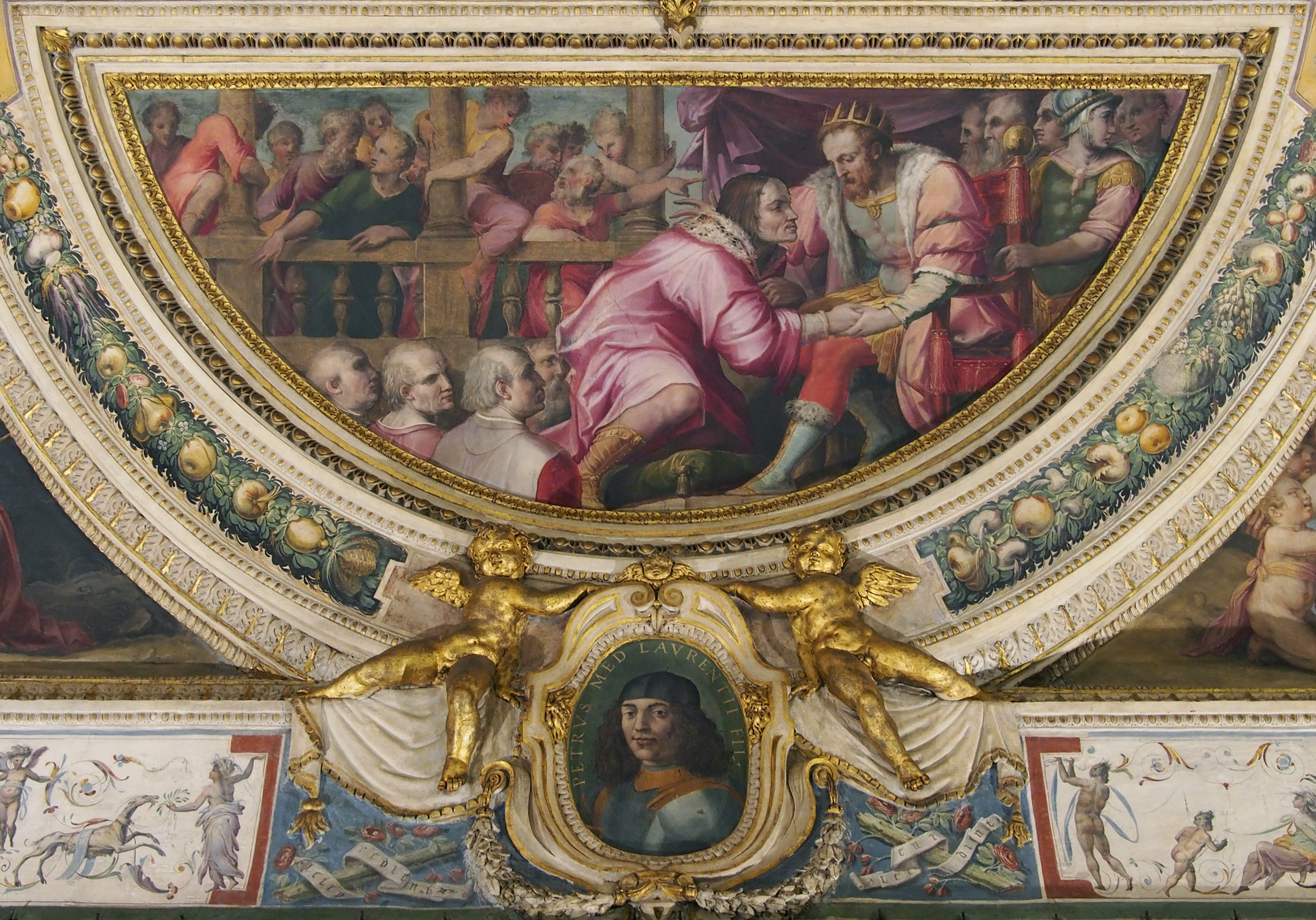
Lorenzo visita Ferdinando d'Aragona a Napoli, dipinto di Giorgio Vasari e Marco da Faenza, Palazzo Vecchio, Sala di Lorenzo il Magnifico, Firenze

Vista la fedeltà dei fiorentini al loro signore, Ferrante accondiscese alle richieste di pace. A far pressione sul re fu anche la nuora Ippolita la quale, dotata di ottima cultura e dell'abilità politica del padre Francesco, cercò da un lato di mantenere il fratello Ludovico il Moro nell'alleanza con Firenze, dall'altra di convincere il medesimo a continuare le trattative con il re di Napoli per impedire la caduta di Lorenzo in nome dell'antica alleanza che correva fra le due famiglie.

La pace ebbe grande risonanza a Firenze: al suo rientro, avvenuto il 13 marzo 1480, Lorenzo fu salutato dai Fiorentini come salvatore della patria, mentre Sisto IV, circondato dalla nuova coalizione tra Firenze, Napoli e Ferrara e terrorizzato per la presa di Otranto da parte dei Turchi, offrì la pace e sciolse Lorenzo dalla scomunica il 3 dicembre 1480. Niccolò Machiavelli, nelle sue Istorie fiorentine, così giudica il trionfo mediceo:
(Niccolò Machiavelli, Istorie fiorentine, cit., p. 406)
A facilitare le trattative (Re Ferrante inizialmente non richiamò dalla Toscana il figlio Alfonso, il quale con le proprie truppe proseguì l'impresa di Siena, minacciando di sottomettere Firenze) fu anche la sanguinosa invasione turca di Otranto, che costrinse Ferrante a richiamare Alfonso dalla Toscana per inviarlo in Puglia. Nonostante la strage dei civili per mano turca, Lorenzo fu tanto lieto di questo evento da coniare una medaglia celebrativa in onore del Sultano. Ciò alimentò le voci per cui fosse stato egli stesso, in comunione con la Serenissima Repubblica di Venezia, a sollecitare il sultano turco ad invadere Otranto, pur di liberarsi dalla presenza aragonese in Toscana. Il 30 novembre 1480 dichiarò pubblicamente che il popolo fiorentino avrebbe preferito cadere "ne le mane del turcho che lassare le sue terre ne le mani de' Senesi et de li loro nimici", dichiarando che non avrebbe inviato alcun aiuto a re Ferrante se questi prima non gli avesse restituite le terre tolte. Questo agire parve a Ferrante un insolente ricatto, cosicché a fine dicembre dette ad intendere che la sua alleanza con Firenze e Milano doveva considerarsi sciolta.

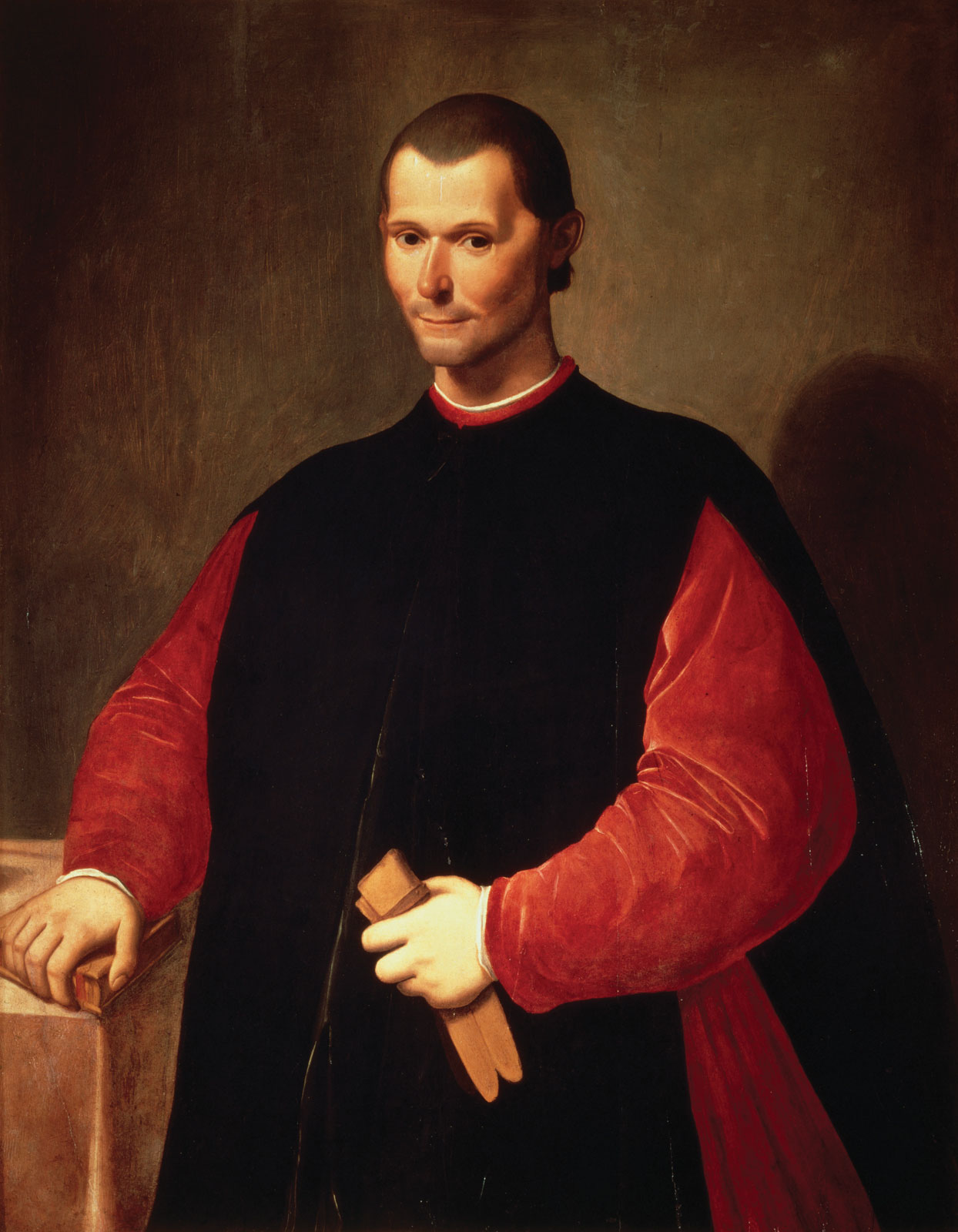
Santi di Tito, Ritratto di Niccolò Machiavelli, olio su tavola, seconda metà del XVI secolo, Palazzo Vecchio, Firenze

#### Lorenzo "ago della bilancia" italiana
In politica estera Lorenzo guadagnò un grande prestigio, tanto che uno storico successivo, Filippo de' Nerli (1486-1557), lo definì "l'ago della bilancia" della politica italiana. Difatti, l'abilità diplomatica del Medici fu riconosciuta da tutti i Signori della Penisola, fattore che Lorenzo utilizzò per mantenere un clima di pacificazione generale, finalizzata a mantenere vivo il sogno di suo nonno Cosimo con la creazione della Lega Italica. Inoltre, l'abilità e la persuasione con cui Lorenzo seppe allontanare dall'Italia le mire dei francesi lo resero un personaggio di importanza internazionale, tanto che i vari sovrani d'Europa lo consideravano al pari di un monarca, più che un semplice cittadino di una Repubblica. Lorenzo fu consigliere di sovrani, quali l'imperatore Federico III d'Austria, Mattia Corvino re d'Ungheria, e di altri principi europei.

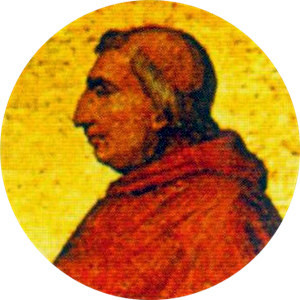
Medaglione raffigurante papa Innocenzo VIII (1484-1492) situato nella Basilica di San Paolo fuori le mura. Con l'ascesa di papa Cybo, i rapporti tra Firenze e lo Stato della Chiesa migliorarono notevolmente

##### Alleanza con Innocenzo VIII e Roma
Dopo la conclusione della Guerra del Sale, il vecchio Sisto IV morì (12 agosto), eliminando dalla scena politica un pericoloso nemico e perturbatore della pace italiana. Nel successivo conclave fu eletto il cardinale genovese Giovanni Battista Cybo, che assunse il nome pontificale di Innocenzo VIII. Con il nuovo pontefice, uomo di scarsa levatura politica, i Medici si legarono ancora di più al papato, grazie alla benevolenza che il Santo Padre nutriva per il Magnifico. Quest'ultimo, infatti, era convinto che solo l'alleanza tra Firenze, Napoli e lo Stato della Chiesa avrebbe tenuto gli stranieri lontani dal suolo italiano.
Approfittando dei rapporti cordiali tra Lorenzo e il Papa, il primo riuscì a ottenere che il figlio Giovanni, il futuro Papa Leone X, ricevesse la berretta cardinalizia. In cambio, Lorenzo avrebbe dato in sposa sua figlia Maddalena al figlio legittimato del papa, Franceschetto Cybo, cosa che avvenne nel 1488. Nel marzo del 1487, sempre nell'ottica di questa politica filo-romana, Lorenzo fece sposare il primogenito Piero con una parente della moglie Clarice, Alfonsina Orsini figlia di Roberto Orsini, rafforzando così ulteriormente la sua casata e dandole ancor di più un respiro internazionale.

##### Altri successi di politica estera
Forte del successo ottenuto dopo il 1480, Lorenzo riuscì, grazie ora all'uso della diplomazia, ora all'uso della forza militare (nonostante non avesse ricevuto una vera e propria educazione militare in senso lato), a espandere i confini della Repubblica. Nel 1484 le truppe fiorentine strapparono ai genovesi Pietrasanta, importante avamposto militare da cui Firenze poteva minacciare, in caso di guerra, Lucca.
Nel 1487 fu la volta di Sarzana e della fortezza di Sarzanello, conquistate dai genovesi e rimaste in mano di Firenze dopo che i liguri tentarono di riconquistarle. Anche i rapporti con le altre repubbliche toscane migliorarono: Lucca, all'inizio ostile a Lorenzo e ora minacciata dalla fortezza di Sarzana, strinse con Firenze un'alleanza; lo stesso valse per la tradizionale nemica di Firenze, Siena, ove Lorenzo riuscì a imporre un governo a lui favorevole.

#### Politica interna

##### Consiglio dei Settanta

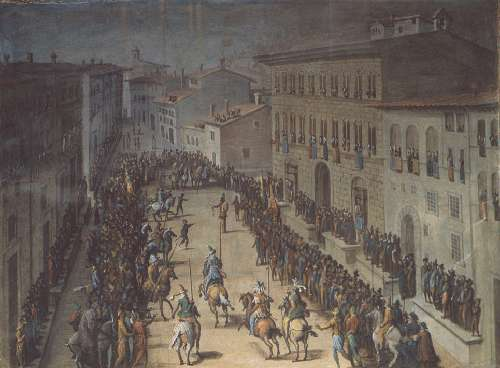
Giovanni Stradano, Via Larga, XVI secolo, pittura, Palazzo Vecchio, Firenze. Il palazzo dei Medici (il secondo a partire da destra), oggi Palazzo Medici Riccardi, era la casa da cui Cosimo, Piero e Lorenzo de' Medici governavano di nascosto Firenze, affidando gli incarichi esecutivi a uomini di loro fiducia

Forte di questi successi in politica estera, Lorenzo concentrò ulteriormente il potere nelle sue mani attraverso l'istituzione del Consiglio dei Settanta, organo di governo formato da membri filomedicei che doveva discutere sia di affari amministrativi sia di guerra. Ciò comportò di fatto lo scemare dell'autorità dei Priori e del Gonfaloniere di Giustizia, i quali avevano compiti disparati e non permettevano una così rapida attività governativa in caso di necessità.
La vera forza di questo nuovo organo di potere, nato per rinforzare il potere mediceo dopo il pericolo del 1478, consisteva nel fatto che la scelta dei membri non era soggetta a rotazione, un'eccezione assoluta all'interno del sistema democratico fiorentino. La creazione di un tale consesso, che apparentemente non inficiava la validità e funzionalità delle altre strutture repubblicane, quali il Consiglio dei Cento o lo stesso Gonfaloniere, doveva essere pro tempore, della durata di soli cinque anni, per provvedere ai bisogni delle guerre in corso. Questa politica di accentramento continuò fino al 1490, allorché Lorenzo provvide a restringere ulteriormente il consiglio dei 70 fino a diciassette membri, il cui collegio era presieduto direttamente dal capofamiglia dei Medici e presiedeva le questioni economiche.
Inoltre, Lorenzo provvide a instaurare dei legami parentali con alcune nobili famiglie fiorentine, dando in sposa la figlia maggiore Lucrezia a Jacopo Salviati il 10 settembre 1486, famiglia cui apparteneva quel Francesco Salviati che aveva attentato alla vita di Lorenzo pochi anni prima. La penultima figlia, Contessina, fu destinata a Piero Ridolfi, ma il matrimonio fu celebrato nel 1494 quando Lorenzo era ormai morto da due anni.

##### Rinascita di Pisa
Sotto il governo di Lorenzo, la città di Pisa, conquistata dai fiorentini nel 1406, manifestò i primi segni di rinascita dopo un lungo periodo di stagnazione e di crisi dovute alle misure restrittive imposte dalla Firenze degli Albizzi. Lorenzo si accorse che era necessario ridare alla città, unico porto della Repubblica, una serie di benefici che ne facessero rinascere l'economia e la vita sociale: la costruzione di nuovi edifici civili e pubblici, la riapertura dello Studio nel 1473 e l'incoraggiamento dell'attività marinara (basti ricordare il trattato commerciale che Enrico VII d'Inghilterra stipulò con Firenze, rendendo la città il fulcro degli scambi tra Inghilterra e Italia), diedero a Pisa un nuovo ruolo economico e culturale. La gestione di buona parte di questi interventi fu il frutto della collaborazione di Lorenzo Morelli, Filippo dell'Antella e di Piero Guicciardini che nel 1491, dopo aver assunto poteri straordinari all'interno del Consiglio dei Settanta di Pisa, avviarono un'opera di ricostruzione che sarebbe stata resa infruttuosa dalla morte di Lorenzo il Magnifico l'anno seguente.

#### Ultimi anni (1488-1492)

##### Girolamo Savonarola

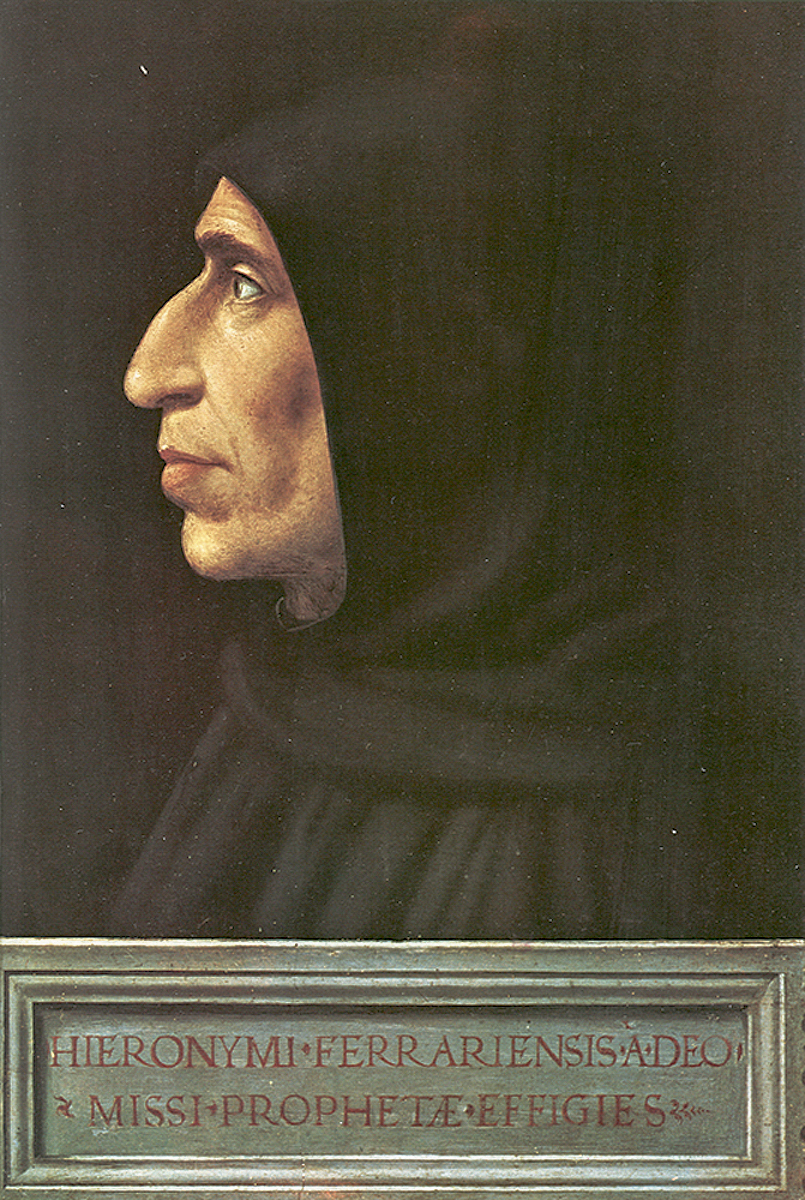
Fra Bartolomeo, Girolamo Savonarola, 1498, olio su tavola, Museo nazionale di San Marco, Firenze. Domenicano, priore di San Marco dal 1491, il Savonarola fu estremamente feroce nelle sue prediche contro il rilassamento dei costumi della Chiesa e della Firenze medicea.

Gli ultimi anni di Lorenzo furono contrassegnati anche dalla severa censura morale che, a Firenze, si stava diffondendo a causa del domenicano Girolamo Savonarola. Ferrarese di origine, il Savonarola fu chiamato nel 1482 dal Magnifico, attratto dalla sua fama di abile oratore. Davanti però agli insuccessi iniziali che il frate raccolse, il Savonarola fu allontanato per sei anni da Firenze, città a cui sarebbe stato nuovamente destinato nel 1490 per l'insistenza di Lorenzo. Le motivazioni del richiamo da parte del Magnifico sono da addurre all'influenza del filosofo neoplatonico Giovanni Pico della Mirandola, fortemente attratto dalle tematiche catartiche e apocalittiche sviluppate dal Savonarola durante i soggiorni bolognesi e ferraresi di quegli anni.
Il ritorno del frate, che diventerà nel 1491 priore del convento di San Marco, segnò un inizio di turbamento emotivo per il Magnifico, accusato di essere il corruttore dei costumi fiorentini con il suo paganesimo classicheggiante e di aver soppresso le libertà repubblicane. Nonostante ciò, Lorenzo rimase sempre imperturbabile di fronte all'inflessibilità morale del domenicano, del quale condivideva, probabilmente, la necessità di riforma della Chiesa.

##### Declino fisico e morte

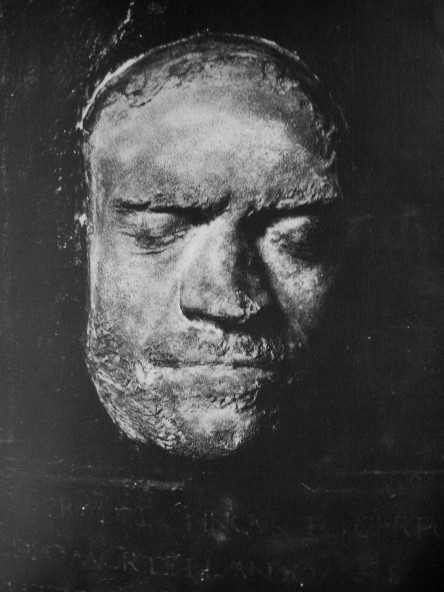
Maschera mortuaria di Lorenzo il Magnifico

Già dalla seconda metà degli anni 1480 la salute di Lorenzo cominciò lentamente e inesorabilmente a declinare a causa della piaga ereditaria della famiglia Medici, la gotta. Cercò sempre più di trovare refrigerio e salute nelle terme toscane, ma con scarso successo. Ormai vedovo da alcuni anni (Clarice era morta il 30 luglio 1488 nell'indifferenza dei fiorentini), nella primavera del 1492 Lorenzo ebbe il tracollo definitivo. Benché non avesse una forma grave quale quella del padre Piero, Lorenzo andò incontro alla morte in così giovane età a causa della gangrena causata da un'ulcera, sottovalutata dai medici l'anno precedente, complicanza che causò un rapido deterioramento fisico.

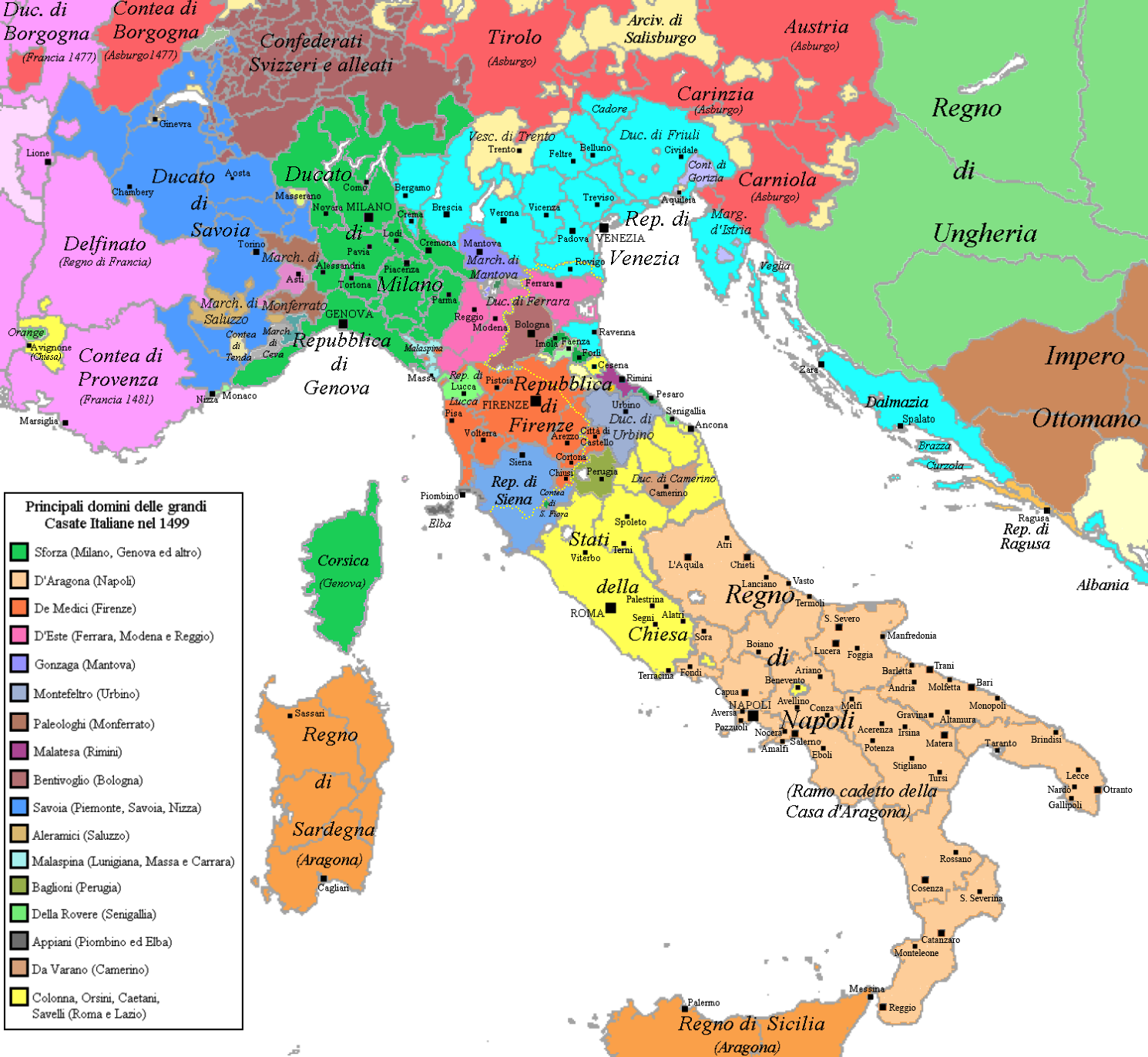
Gli Stati italiani verso la fine del XV secolo, dopo la morte di Lorenzo. L'incapacità di suo figlio, Piero il Fatuo, e le ambizioni dei duchi di Milano causarono lo sconvolgimento della politica dell'equilibrio di Lorenzo, con la discesa in Italia del re Carlo VIII di Francia

Trasportato alla Villa di Careggi, dopo aver cercato di comunicare a suo figlio ed erede Piero le misure da prendere per la gestione della politica interna ed estera di Firenze, Lorenzo si spense all'età di 43 anni nella notte dell'8 aprile. Al momento del trapasso, era circondato dai parenti e dai suoi amici più cari tra cui Giovanni Pico della Mirandola e il Poliziano, oltre che dal conforto religioso dello stesso Savonarola.

### Funerali e sepoltura
La scomparsa del Magnifico lasciò i fiorentini in uno stato di sgomento e, in parte, di dolore. Il 9 aprile la salma del Magnifico fu portata nel convento di San Marco per il rito funebre (voluto senza pompa, secondo quanto richiesto dallo stesso Lorenzo) e poi deposta nella Sagrestia Vecchia della basilica di San Lorenzo, la chiesa di famiglia. Solo decenni più tardi, le spoglie sue e del fratello Giuliano furono traslate nella Sagrestia Nuova, in un sarcofago preparato da Michelangelo.

### Conseguenze politiche della sua morte
(Caterina Sforza, Signora di Imola, appena seppe della morte di Lorenzo il Magnifico)

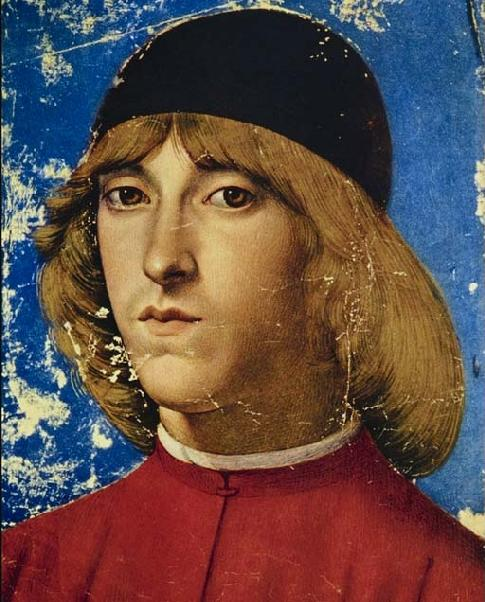
Domenico Ghirlandaio, Piero di Lorenzo de' Medici, 1494, Biblioteca Nazionale di Napoli

L'esclamazione della Signora di Imola, oltre a rimarcare la liberalità del defunto, vuole anche sottolineare la gravissima perdita, per l'Italia, del più abile politico italiano, sentimento condiviso anche dagli altri principi della penisola. Lorenzo, infatti, fu capace di mantenere in piedi la Lega Italica creata dal nonno Cosimo quasi quarant'anni prima, evitando guerre di cui avrebbero potuto approfittare le potenze straniere, sebbene bisogna considerare che anche mentre egli era in vita vi fossero state guerre a dividere l'Italia: la guerra di Toscana seguita alla Congiura dei Pazzi, la Congiura dei baroni e la Guerra del sale. Inoltre l'idea comune che la morte di Lorenzo sia stata causa diretta delle Guerre d'Italia appare in gran parte infondata: assai più dannosa fu, per le sorti d'Italia, la pressoché contemporanea elezione al papato di Rodrigo Borgia. L'azione politica di Lorenzo si era in effetti assai ridotta negli ultimi anni e, se anche fosse vissuto, non avrebbe probabilmente potuto cambiare le vicende d'Italia che si muovevano ormai in direzione opposta rispetto alla politica da lui auspicata fino ad allora.
Il successore di Lorenzo, Piero, non si dimostrò all'altezza nel gestire la grave situazione, governando con alterigia e assumendo un atteggiamento servile davanti alla minaccia di Carlo VIII, re di Francia. Nel 1494 Firenze si ribellò e consegnò il potere nelle mani del frate Girolamo Savonarola, impiccato e messo al rogo quattro anni più tardi. L'inetto Piero fu così costretto a lasciare Firenze, mentre la Penisola precipitava nelle guerre d'Italia.

## Firenze laurenziana

### Circolo degli intellettuali e Accademia neoplatonica
Fu detto che Lorenzo arrivò a incarnare il significato stesso del Rinascimento: liberale, gaudente, accorto, intelligente e votato sinceramente alla missione umanistica, Lorenzo invitò letterati e artisti presso il palazzo di famiglia in Via Larga (l'attuale Palazzo Medici Riccardi), ospitandoli talvolta anche nelle altre ville medicee durante le sue trasferte. Il nutrito gruppo di letterati e umanisti che frequentarono la sua casa fu vario ed eterogeneo. Si va dal platonismo di Cristoforo Landino e di Marsilio Ficino all'eclettismo di Pico della Mirandola, per poi passare dalla filologia preziosa ed erudita di Agnolo Poliziano al realismo comico-toscano che aleggia nel Morgante di Luigi Pulci. Quest'eterogeneità era dovuta alla versatilità stilistico-retorica del Magnifico stesso, attento e curioso verso ogni ramo dello scibile umano e delle tendenze letterarie del rinascente volgare.
Fu infatti il Magnifico, consigliato dal Landino e dal Ficino, a ridare forza e vigore all'Accademia neoplatonica di Careggi, già fondata dal Ficino stesso nel 1462 su incarico di Cosimo de' Medici, seguendo così il gusto del "secondo umanesimo". Nei consessi filosofici che si tenevano a Careggi, organizzati secondo un modello accademico moderno, si sedevano al tavolo non solo Ficino, Landino e Poliziano, ma anche gli stessi Giuliano e Lorenzo de' Medici, instaurando così una singolare comunione spirituale e intellettuale tra i "protetti" e i "protettori". Difatti, furono assai stretti i rapporti d'amicizia di Lorenzo con i dotti e gli umanisti che frequentavano la sua cerchia, affidando al Poliziano incarichi relativi alla vita domestica di casa Medici. Questi per esempio ricoprì il ruolo di educatore dei suoi figli fino al 1479, quando l'umanista ebbe violenti screzi con Clarice Orsini sull'educazione dei figli che lo costrinsero ad allontanarsi da quel ruolo.

### Lorenzo mecenate

#### Edifici pubblici
Lorenzo, consapevole che il suo potere si basava sul consenso e sul beneficio che la sua persona poteva arrecare a Firenze, si distinse nella costruzione di numerose opere civili volte a guadagnarsi il sostegno collettivo. Membro, a partire dal 1470, della commissione (chiamata degli Operai del Palagio) incaricata di rinnovare l'assetto artistico di Palazzo Vecchio, Lorenzo continuò fino alla fine della sua vita a interessarsi dei progetti urbanistici e artistici volti a ornare Firenze. Patrocinò la ristrutturazione del Quartiere intorno al Battistero di San Giovanni, offrì contributi al restauro di chiese (in particolare il bando per ornare la facciata di Santa Maria del Fiore nel 1491) e costruì palazzi importanti dal sapore brunelleschiano-albertiano.

#### Artisti di Lorenzo

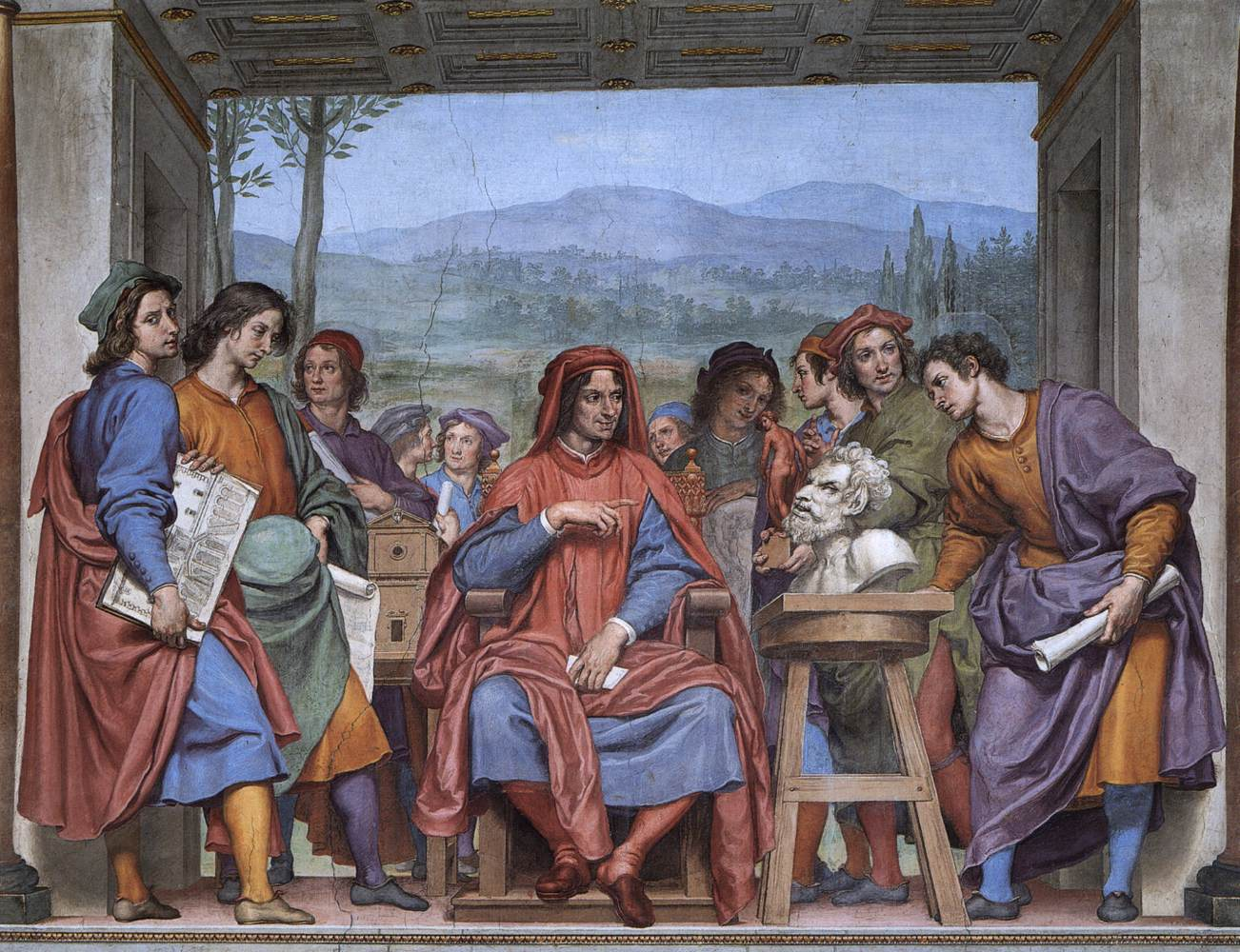
Ottavio Vannini, Lorenzo il Magnifico, circondato dagli artisti nel giardino delle sculture, incontra Michelangelo che gli mostra la testa di un fauno, affresco (1638-1642), Palazzo Pitti. L'episodio è reso celebre dal racconto di Giorgio Vasari, in cui Michelangelo presenta a Lorenzo una statua da lui realizzata, ma facendola passare per antica. Quando Lorenzo scopre il trucco, paternamente, fa notare a Michelangelo che i vecchi satiri non hanno i denti.

L'intensa attività come cultore dell'arte permise al Magnifico di entrare in contatto con i maggiori artisti del tempo; Antonio del Pollaiolo, Filippino Lippi e Sandro Botticelli lavorarono per lui, venendo ora ingaggiati come addobbatori delle sue feste, ora come diffusori della cultura figurale fiorentina al di fuori dei confini toscani. Il Magnifico protesse, oltre ai pittori, anche lo scultore Andrea del Verrocchio (che realizzò il Cenotafio di Niccolò Forteguerri sul Duomo di Pistoia) e l'architetto Giuliano da Sangallo, promotore di quell'eclettismo usato per i lavori pubblici che sarà la base architettonica per la Villa di Poggio a Caiano.
In campo musicale, il Medici fu protettore e compagno del compositore fiammingo Heinrich Isaac, che istruì i suoi figli. Preoccupazione di Lorenzo fu anche quella di promuovere la nascita delle future generazioni di artisti fiorentini, fondando nel Giardino di San Marco la prima Accademia d'Arte che la storia ricordi, dove furono accolti i più promettenti artisti che fuoriuscivano dalle botteghe del Verrocchio e del Ghirlandaio. Tra questi giovani, che potevano usufruire come modelli delle statue classiche di proprietà di Lorenzo e dei consigli dell'allievo di Donatello, Bertoldo di Giovanni, c'era anche un giovanissimo Michelangelo Buonarroti, che frequentò il giardino dal 1489 al 1492 e si conquistò l'ammirazione del Magnifico per le sue doti innate, tanto da accoglierlo come un suo figlio e farlo mangiare alla sua stessa tavola.

#### Promozione culturale
L'amore per la cultura e l'arte dimostrata dal Magnifico e il patronato nei confronti dei nuovi promettenti artisti fiorentini non era dettato solo dal gusto in sé per l'arte visiva. Lorenzo, da scaltro politico, intendeva usare l'arte a fini "politici", suggerendo agli altri principi italiani alcuni dei suoi migliori artisti per far risaltare l'immagine di Firenze quale "novella Atene":
(Hale, cit., p. 67)
Lo stesso Leonardo da Vinci fu inviato a Ludovico il Moro inizialmente come musico, per poi dimostrare il suo genio quale realizzatore di feste, di giochi e, soprattutto, come pittore e ingegnere militare.

## Lorenzo letterato

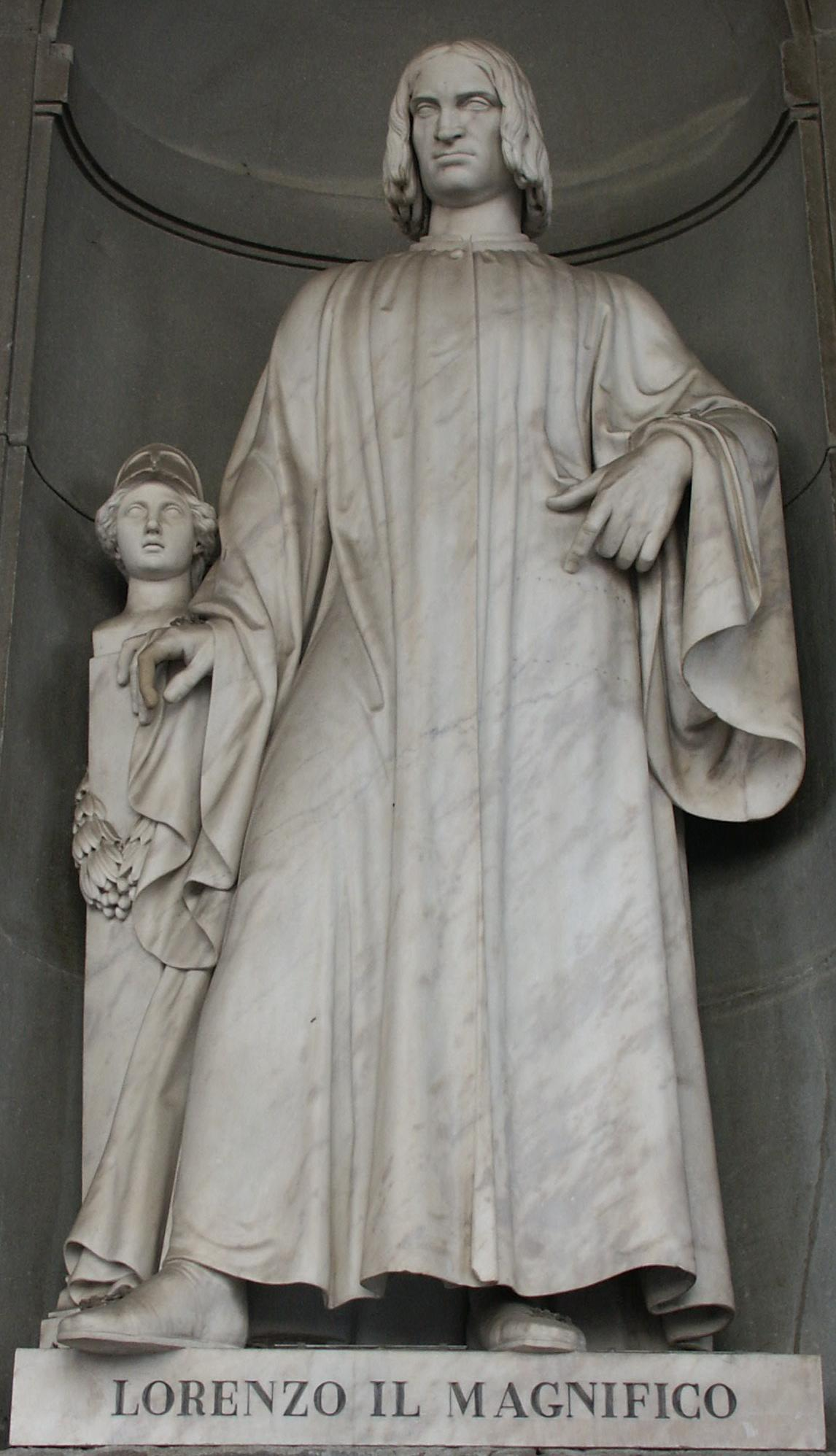
Gaetano Grazzini, Statua di Lorenzo il Magnifico, 1846, Loggiato degli Uffizi, Firenze

### Poetica

#### Sperimentalismo
L'ambiente letterario fiorentino, non soltanto umanista ma anche volgare, forgiò nel Magnifico un animo artistico polivalente capace di passare dai toni popolari (esempi ne sono la Nencia da Barberino o i celebri Canti carnascialeschi) a quelli elevati della sacra rappresentazione, sulla scia di quel movimento di rinnovamento morale promosso dal Savonarola, fino in uno sperimentalismo che vide Lorenzo «cimentar[si] con ogni tipo di verso, forma e genere». La produzione del Magnifico, ritenuta essere «una delle maggiori figure letterarie tra il Petrarca e l'Ariosto», è intrisa fortemente di una vena realistica che si discosta dal puro intellettualismo culturale dell'élite umanistica e filosofica, per affondare le proprie radici nella dimensione quotidiana della Firenze di fine Quattrocento.

#### Tra impegno e dilettantismo
A causa dei numerosi impegni politici, Lorenzo non ebbe il tempo di un Poliziano o di un Boiardo per dedicarsi appieno alla poesia e alla letteratura in generale, raffinando così il proprio stile e producendo un corpus lirico innovatore. Si tende, infatti, classificare l'esperienza artistica di Lorenzo tra i poli dell'eclettismo e di un «serio ''dilettantismo''», in cui si vede l'arte poetica quale
(Emilio Bigi, pensiero condiviso da Guglielmino-Grosser, p. 304)

### Ritorno del volgare

#### Una scelta politica
Con Lorenzo, supportato dal Pulci e dal Poliziano, la lunga stagione dell'umanesimo "puro" ebbe termine: dagli anni 1470 in poi, infatti, la letteratura italiana in volgare ricominciò a riprendere vigore, dando inizio alle premesse per lo sviluppo di quello che nel secolo successivo diventerà il classicismo volgare e ponendo fine a quello che Croce definì il secolo senza poesia. Il ritorno al volgare, però, non era dettato da un semplice gioco letterario. Il recupero della grande tradizione lirica trecentesca fiorentina (Dante, Petrarca e Boccaccio) rientrava nel progetto culturale di Lorenzo nell'imporre definitivamente, come lingua colta, il fiorentino presso gli altri potentati italiani, come emergerà nell'antologia letteraria della Raccolta aragonese. Il poeta Vincenzo Calmeta infatti, nel lodare la corte della duchessa Beatrice d'Este, ricorda l'importante impulso dato da Lorenzo a tal proposito:
(Vincenzo Calmeta, Vita di Serafino Aquilano.)

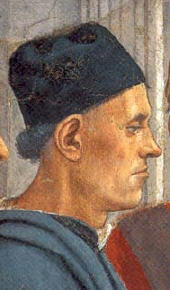
Filippino Lippi, Luigi Pulci, particolare da un ciclo di affreschi della Cappella Brancacci (Firenze, Chiesa del Carmine)

#### Modelli poetici e culturali

##### Influenza del Pulci
Non stupisce pertanto che Lorenzo si rifaccia al petrarchismo per il ricchissimo materiale lessicale e retorico del Canzoniere e allo sperimentalismo boccacciano. Del Boccaccio, per l'esattezza, riprende la dimensione popolana che emerge ne La Nencia da Barberino, basata sul genere letterario della satira del villano che affonda le proprie radici nella dimensione feudale e cortese, ma anche tutta quella vena popolare propria del Decameron, modello del realismo toscano tanto amato dal Pulci.

##### Influenza di Ficino e del Poliziano
Quando Pulci, però, entrò in disgrazia a causa dei continui dissidi con l'odiatissimo Ficino (1473 circa), la produzione laurenziana si spostò definitivamente sull'asse filosofico neoplatonico, influenza che rafforzò in Lorenzo l'amore per il dolce stil novo e Dante, ammiratissimo dal Ficino per la sua vicinanza al platonismo, in particolare a discapito del Petrarca. In quest'ottica la produzione del Magnifico si orientò verso una poesia amorosa dal valore morale ed elevato (questa è l'intenzione del Lorenzo de Comento sopra alcuni dei suoi sonetti), rinchiuso poi dal «naturalismo classicista» del Poliziano.

##### Poesia "fiorentina"
Come mette in luce Giulio Ferroni, a partire dal 1480 Lorenzo si concentrò su una produzione letteraria che riecheggiasse gli umori e la sensibilità di Firenze, addentrandosi quindi nello spirito civico con un notevole tatto psicologico. Nello specifico, tale connubio poesia-espressione civile ha portato Lorenzo a produrre opere apparentemente in contrasto fra di loro, la cui compresenza anche a livello cronologico si può spiegare in base alla letteratura offerta.
1. Da un lato, Lorenzo si dedicò alla produzione religiosa, componendo Laudi e la Rappresentazione dei Santi Giovanni e Paolo del 1490, ovvero una sacra rappresentazione composta sulla scia del clima di inquietudine nato dalle predicazioni savonaroliane[166].
2. Dall'altro, il clima festaiolo del Carnevale fiorentino, intenso nel suo clima di baldoria e gioiosità, viene dipinto mirabilmente ne I canti carnascialeschi (1490, quindi dello stesso anno della sacra rappresentazione), il cui gioiello poetico è rappresentato dalla celeberrima Canzona di Bacco[167].

### Opere
Primo periodo (anni 1460-1472/73)

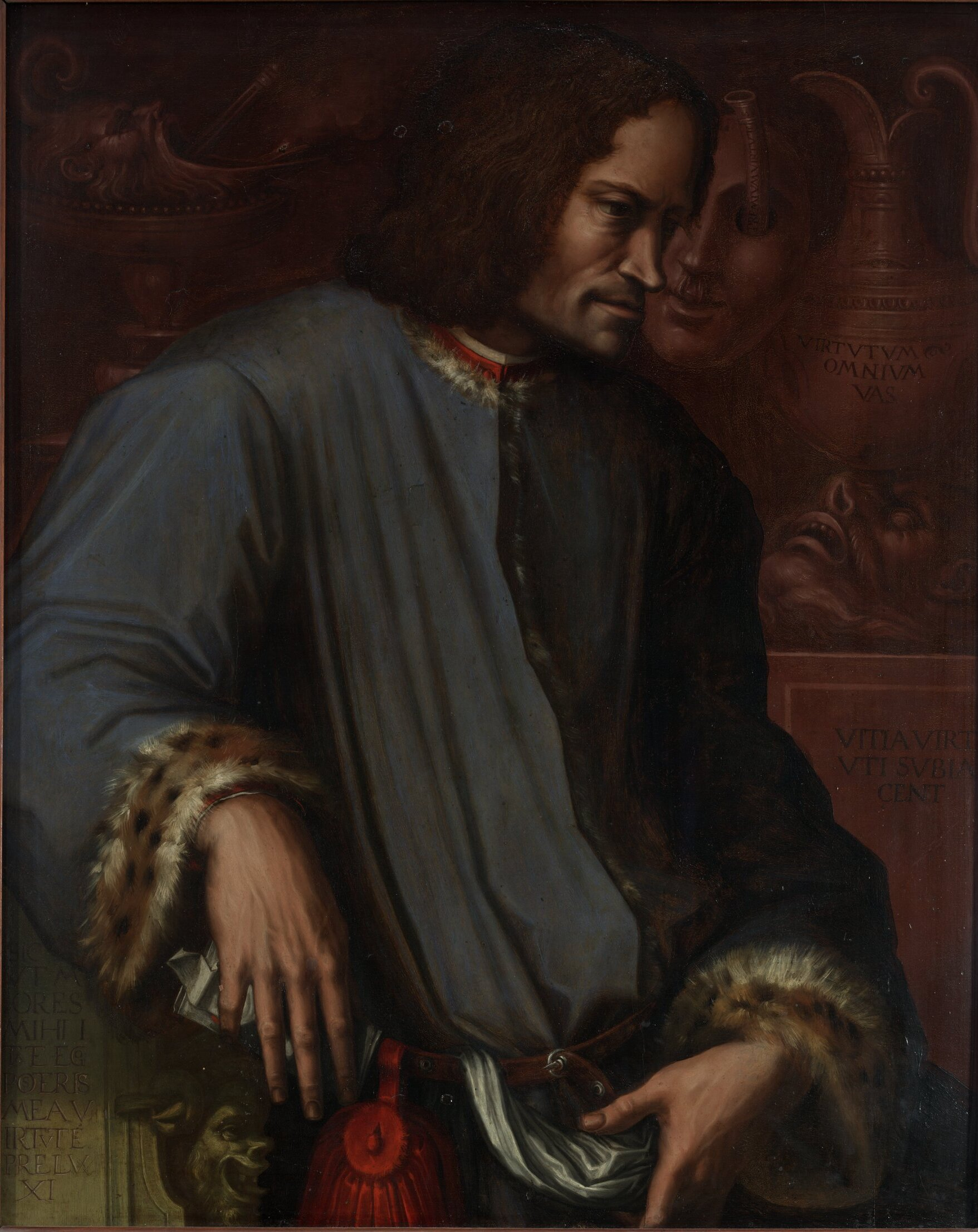
Giorgio Vasari, Ritratto di Lorenzo de' Medici, olio su tela, seconda metà del XVI secolo, Galleria degli Uffizi

La produzione di questo periodo si rifà maggiormente alla tradizione lirica-cortese mediata dalla letteratura toscana, tutta incentrata sulla celebrazione delle bellezze della natura, della giovinezza e delle donne:
- Corinto, composta all'età di 15 anni (1464-65), egloga in terzine di carattere mitologico[10], rielaborato poi nel 1486[168].
- Nencia da Barberino, poemetto della fine del 15° secolo di paternità incerta ma tradizionalmente attribuito a Lorenzo de' Medici. In esso il pastore Varella tenta, con le sue rozze parole, di far innamorare di sé l'adorata Nencia. Riprende il tema della "satira del villano", trattando il personaggio del contadino nella sua tipica rozzezza, semplicità e villania[169].
- La Novella di Giacoppo e la Novella di Ginevra risalgono al 1469. La prima è strutturata sul modello delle novelle boccacciane, mentre la seconda, incompleta, commenta in chiave psicologica l'amore giovanile di Luigi Lanfranchi, ventenne, per la giovanissima Ginevra de' Griffi[170].
- Beoni (o Simposio, con evidente ironico riferimento all'omonimo dialogo platonico), poemetto di poco antecedente al 1473[10] (Ficino lo commentò nel 1469[171]), in cui si deride l'amore platonico e si burla un gruppo scelto di beoni fiorentini[164].
- La caccia col falcone (1473), conosciuto anche col nome di Uccellagione di starne dal nome che William Roscoe le diede nella prima edizione da lui curata[172], è un poemetto comico composto in ottave in cui si descrive la caccia al falcone da parte di Lorenzo e dei suoi amici[10][164].

Influsso neoplatonico e letteratura impegnata (1473-1480)
- De summo bono (1473), in cui si tratta dell'amore platonico[10], è conosciuta anche sotto il nome di Altercazione e viene accennata da Ficino nel proemio della sua epistola De felicitate[173].
- Capitoli e Laude, scritta all'inizio della conversione neoplatonica[174], produzione sacra che si ricollega alla tradizione religiosa del XII/XIII secolo[175].
- Selve d'amore, databili intorno al 1474 e rimaste incompiute (nonostante alcuni presunti rimaneggiamenti), sono due libri contraddistinti dall'uso degli strambotti. Loro modello sono le Silvae di Stazio, autore molto amato dal Poliziano, e si concentrano su vicende d'amore mitologiche improntate su tematiche disparate[176].
- Il Comento sopra i miei sonetti, stesi intorno al 1480, si propone di analizzare 41 sonetti in chiave filosofica l'antico amore per Lucrezia Donati[10].
- Raccolta aragonese, in cui Lorenzo mostra la sua attenzione per la cultura in questa raccolta di testi poetici dal Duecento ai suoi tempi, con l'intento di provare l'apporto dei lirici toscani (tra i quali spiccano Dante e Petrarca) sulle restanti produzioni letterarie volgari italiane[177]. Fu preparata dal Poliziano intorno al 1476 e donata il medesimo anno a Federico, figlio di Ferdinando I di Napoli[178].

Gli ultimi anni

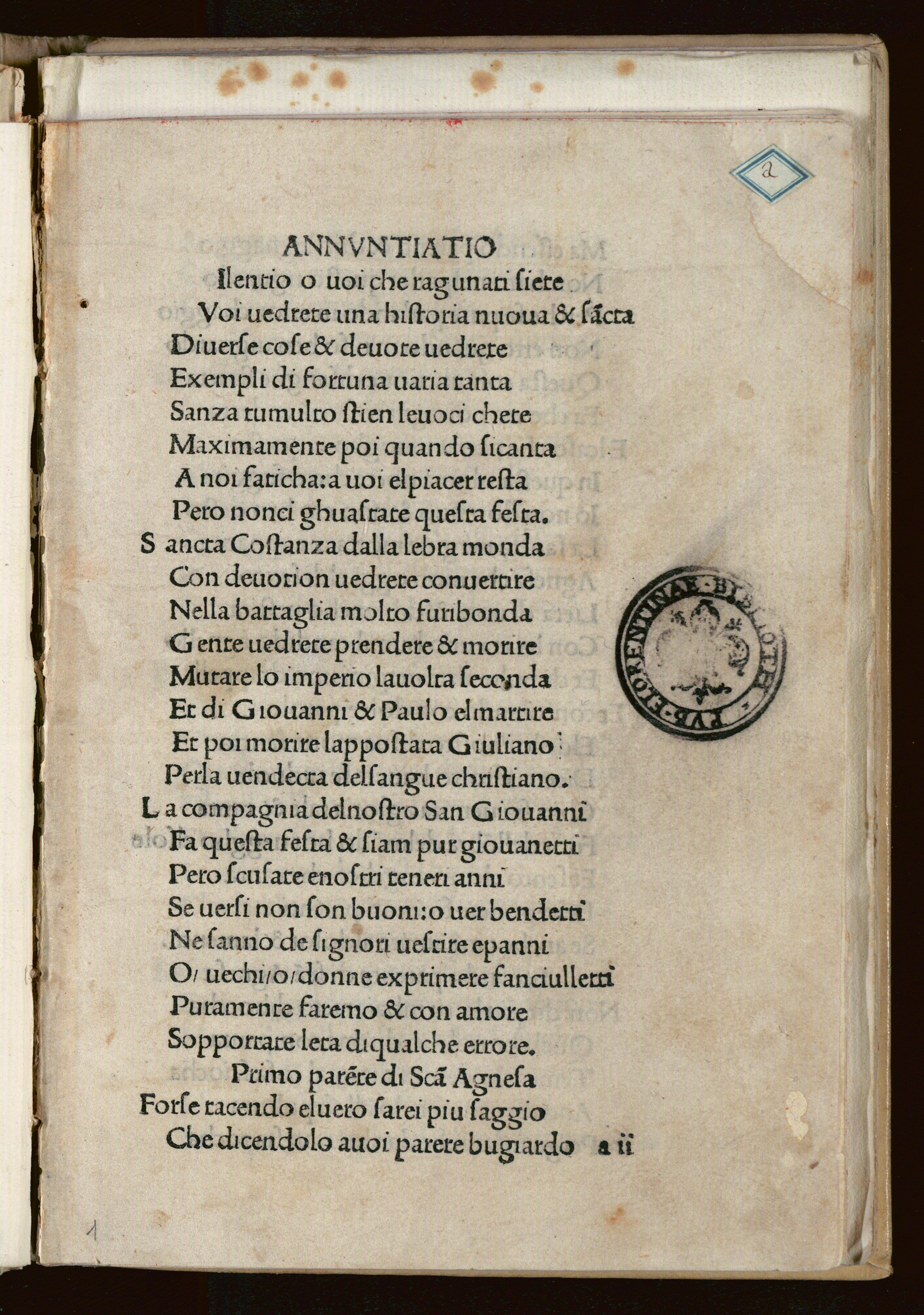
Sacra rappresentazione dei santi Giovanni e Paolo

- L'Ambra, poemetto bucolico di 48 stanze composto successivamente al 1486 e avente per oggetto la natura del terreno denominato Ambra su cui poi sorgerà la villa di Poggio a Caiano, rimarca il giovanile Corinto, rielaborato proprio in quegli anni medesimi[179].
- Canti carnevaleschi, destinati a essere cantati con accompagnamento musicale durante il carnevale, fra questi ricordiamo la celebre Canzona di Bacco[59].
- Sacra rappresentazione dei Santi Giovanni e Paolo, del 1491, in cui si rappresentano le vicende dei due apostoli, ma che, in alcuni passaggi, si può avvertire una lezione etica e politica da trasmettere al figlio Piero, erede e successore del Magnifico[180].

Il Canzoniere
Discorso diverso riguarda il Canzoniere laurenziano (contenente 2 ballate, 5 sestine, 8 canzoni e 151 sonetti), il quale spazia dal 1465 fino a un massimo del 1476-77, e quindi composto prima del Comento sovra citato. Le liriche ivì contenute mostrano il passaggio dalla lirica comico-realista del Pulci al petrarchismo, fino a quei componimenti vicini, come sensibilità, al platonismo ficiniano. Emilio Bigi, al contrario, non considera l'esistenza di un corpus poetico compatto e unitario, distinguendo tra le Canzoni e le restanti Rime:
(Bigi, p. 241)

## Rilevanza storica

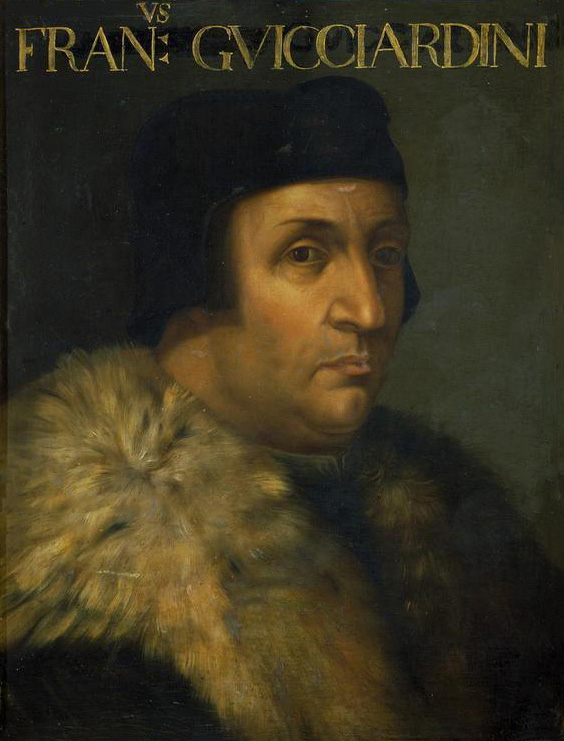
Antonio Maria Crespi, Ritratto di Francesco Guicciardini, olio su tela, Pinacoteca Ambrosiana

La storiografia è stata pressoché favorevole all'operato del Magnifico, il principe ideale del Rinascimento e fautore della pace e della prosperità. Gli storiografi fiorentini del XVI secolo, davanti ai disastri delle guerre d'Italia, risaltarono la figura di Lorenzo de' Medici quale politico eccellente e dotato di quella modestia e sagacia capace di unire i riottosi principi italiani. Machiavelli, nella conclusione delle sue Istorie fiorentine scrisse che:
(Niccolò Machiavelli, Istorie Fiorentine, p. 432])
Non diversamente Francesco Guicciardini delinea l'importanza politica che rivestiva la figura del Magnifico:
(Francesco Guicciardini, Storie Fiorentine, cap.IX)
A differenza del Machiavelli, però, Guicciardini si sofferma, con il suo occhio analitico e indagatore, a esaminare anche i vizi e le mancanze di Lorenzo, operando una sinossi con il nonno Cosimo. La conclusione che Guicciardini trae su Lorenzo è che quest'ultimo sia inferiore al nonno, nonostante affermi che «per la virtù e per la fortuna l'uno e l'altro fu sì grandissimo, che forse dalla declinazione di Roma in qua non ha avuto Italia uno cittadino privato simile a loro». Cosimo, tra i due, è superiore non soltanto perché dovette conquistare il potere ed esercitarlo con moderazione per trent'anni (mentre Lorenzo si arrischiò a perderlo andando a Napoli), ma anche per l'equilibrio e la magnificenza verso le opere pubbliche, a differenza del nipote che si concentrò anche sull'edilizia privata. Inoltre, Cosimo fu un abilissimo banchiere, dote che invece mancò al nipote, che lasciò il banco mediceo, alla sua morte, con gravi debiti da sanare; in compenso, in Lorenzo «abondorono… eloquenzia destrezza ingegno universale in dilettarsi di tutte le cose virtuose e favorirle; in che Cosimo al tutto mancò… ».

## Aspetto e personalità

### Aspetto fisico
Niccolò Valori lo descrive ben disposto fisicamente, brutto di viso e dalla carnagione olivastra, ma di grandi qualità interiori:
(Niccolò Valori, Vita del Magnifico Lorenzo.)
Niccolò Macchiavelli, nel raccontare a Luigi Guicciardini dello sgradevolissimo coito con una vecchia prostituta veronese, la quale era tanto brutta da indurlo al vomito, la descrisse dicendo: "la bocca somigliava quella di Lorenzo de' Medici, ma era torta da uno lato e da quello n'usciva un poco di bava, ché per non haver denti non poteva ritener la sciliva".

#### Ritratti

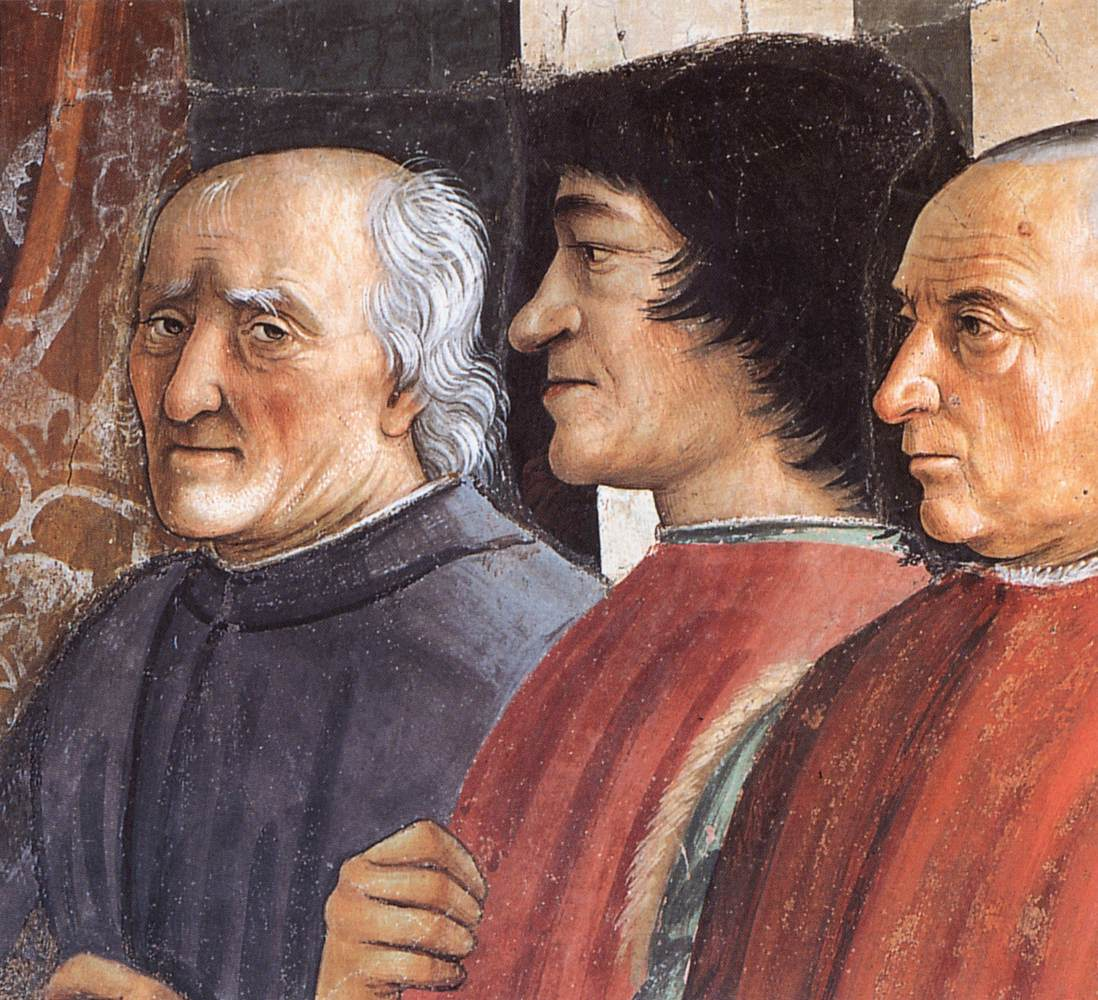
Lorenzo (al centro) ritratto dal Ghirlandaio nella Cappella Sassetti.
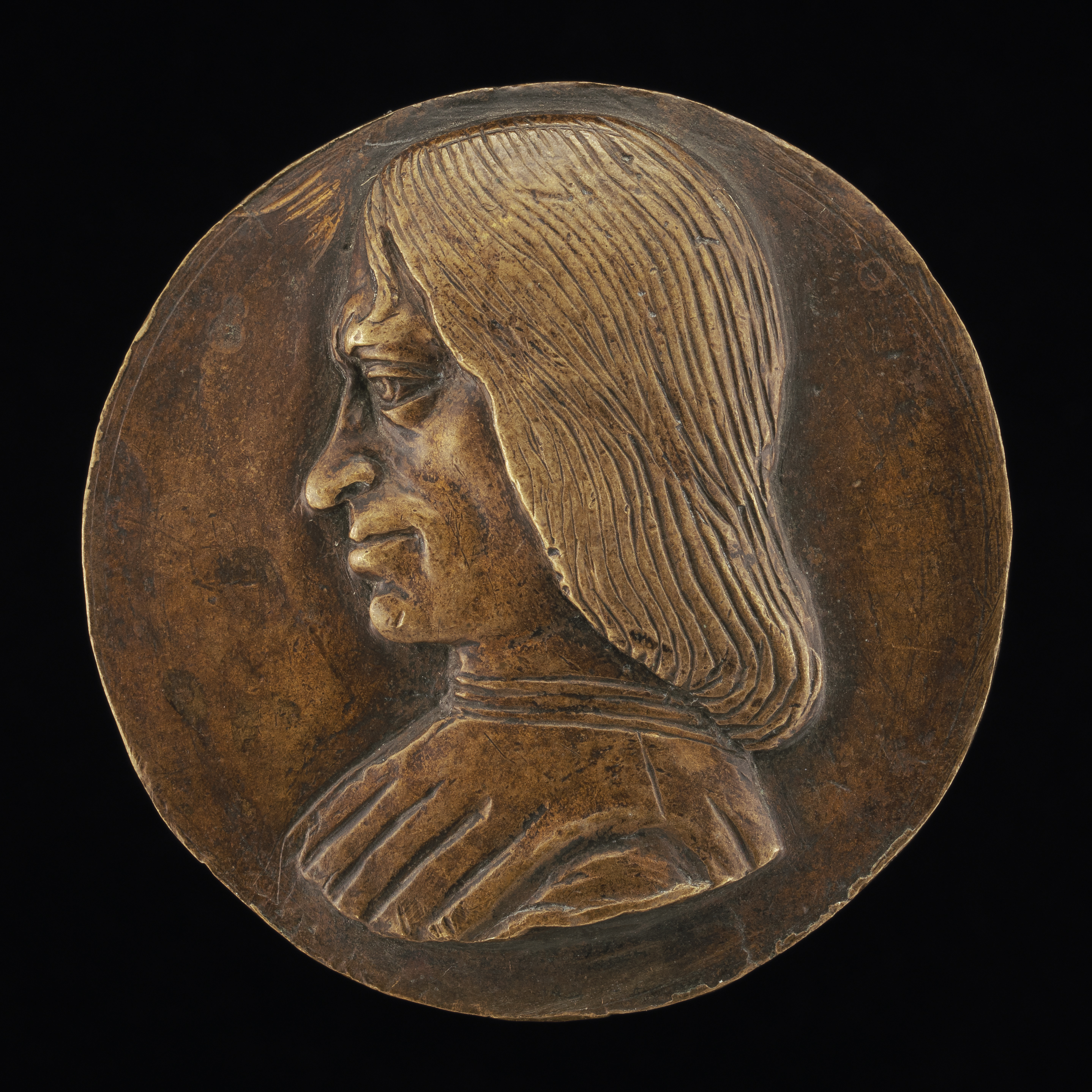
Medaglia raffigurante Lorenzo, c. 1485/1500. Stile di Niccolò Fiorentino.
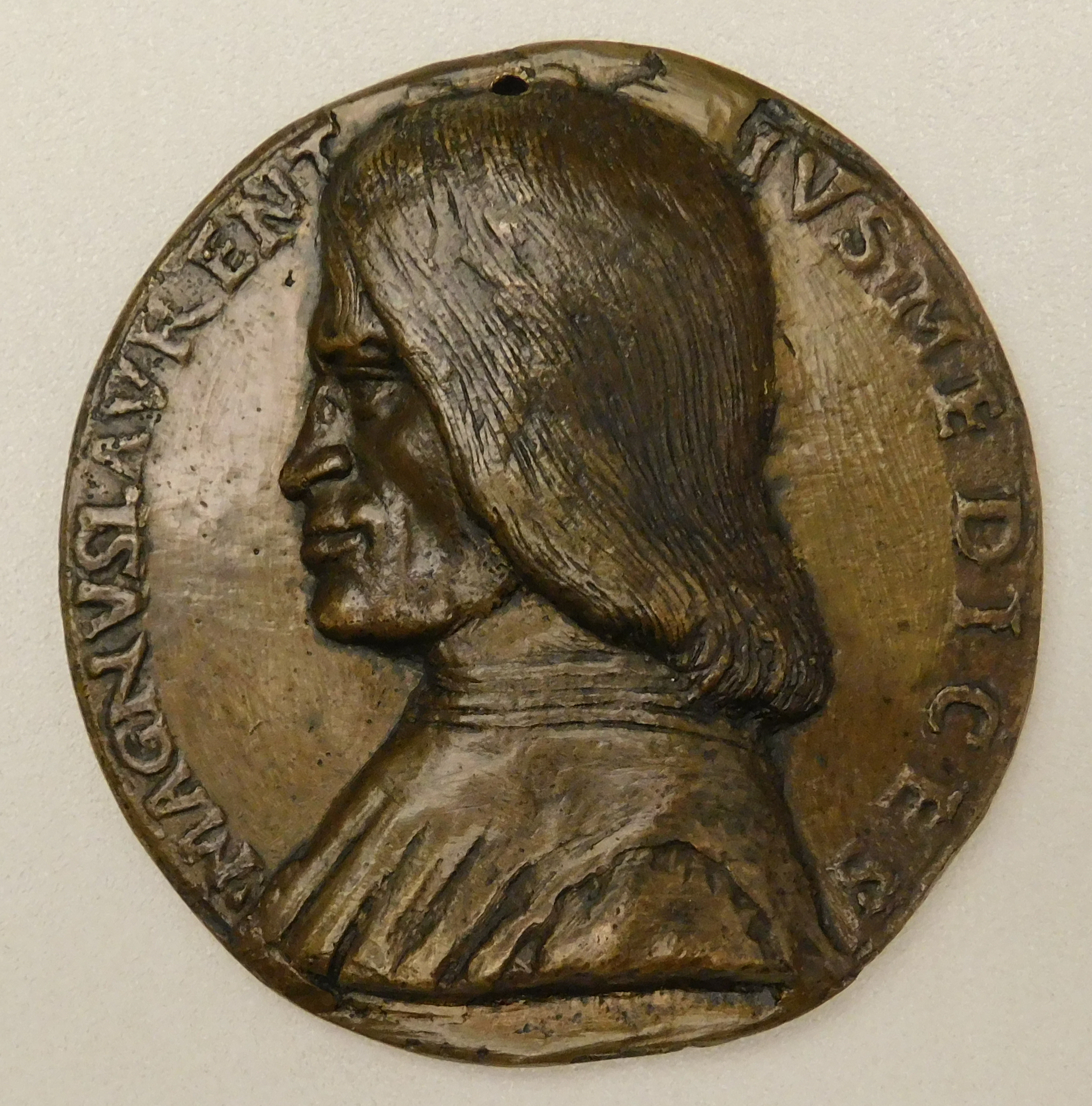
Ut supra
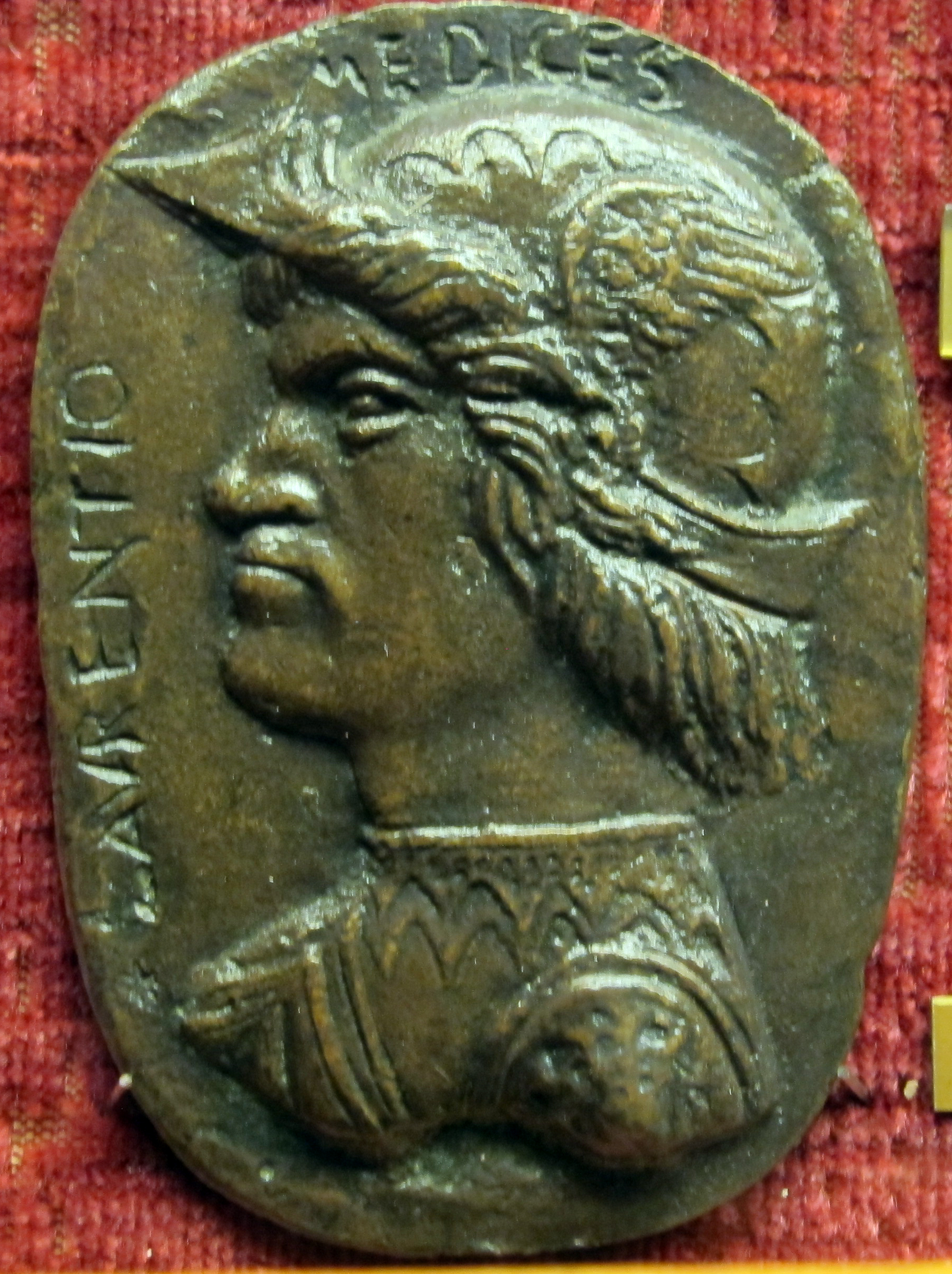
Medaglia delle Tenaglie.
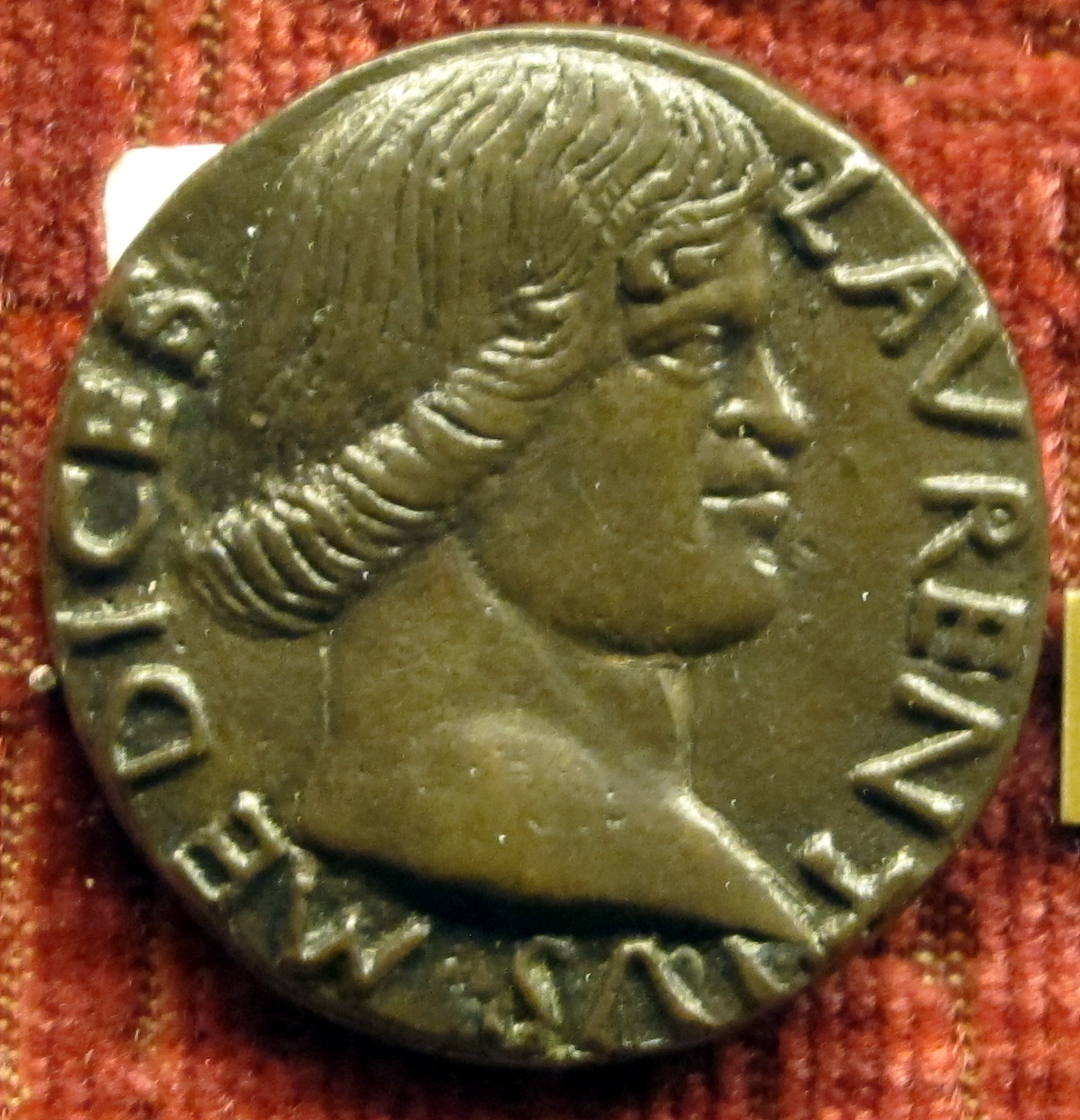
Bertoldo di Giovanni: medaglia di Lorenzo.
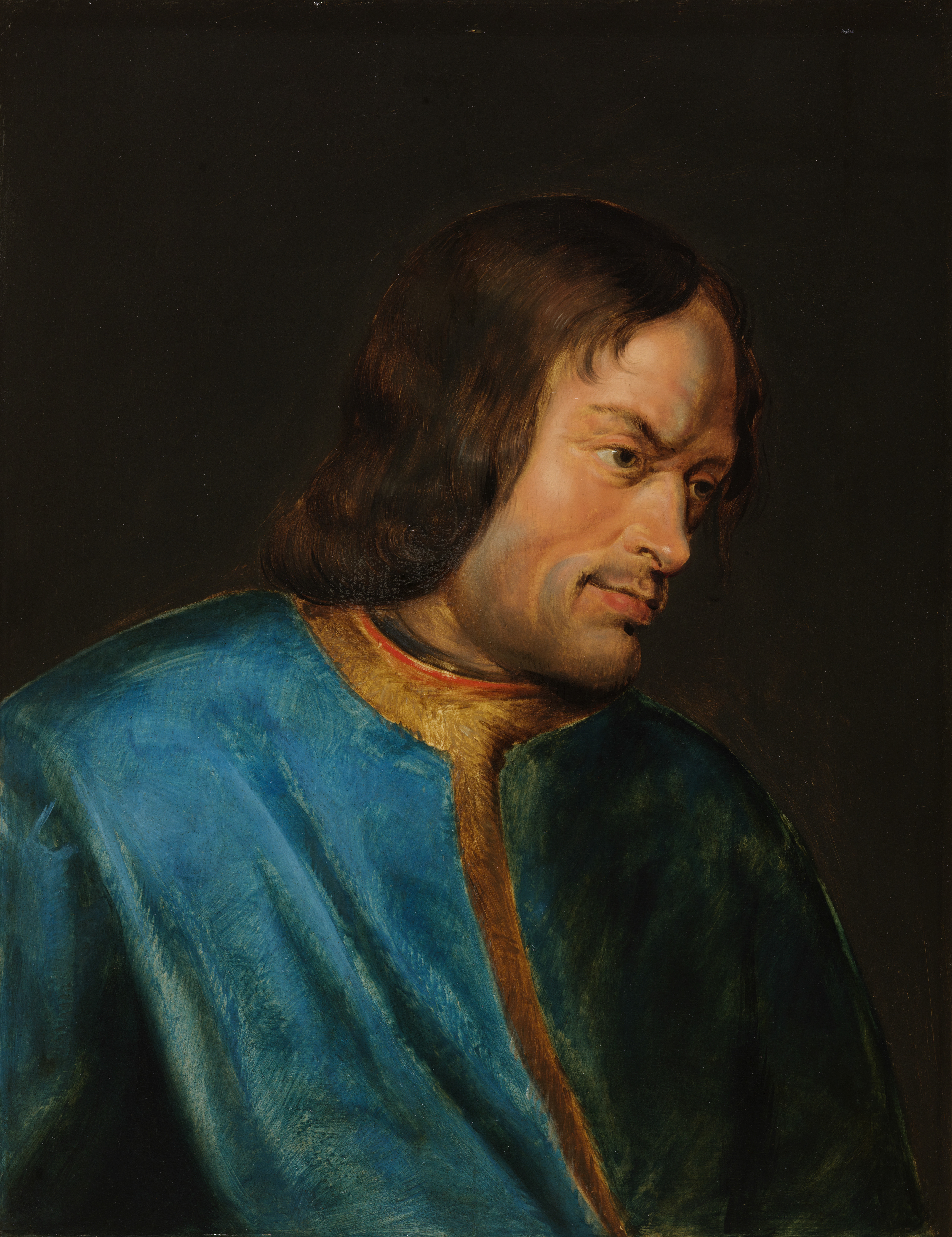
Lorenzo ritratto da Rubens, tra il 1612 e il 1616.
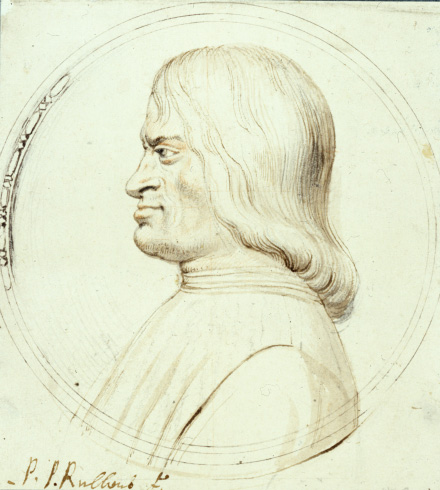
Anni '20 del XVII sec.
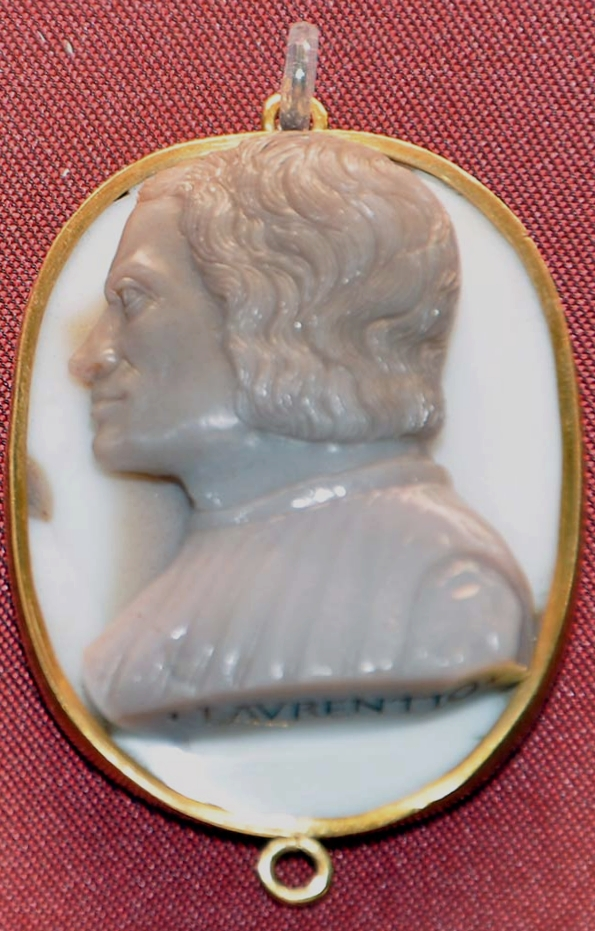
Cammeo con l'effige di Lorenzo, Giovanni Antonio dei Rossi.
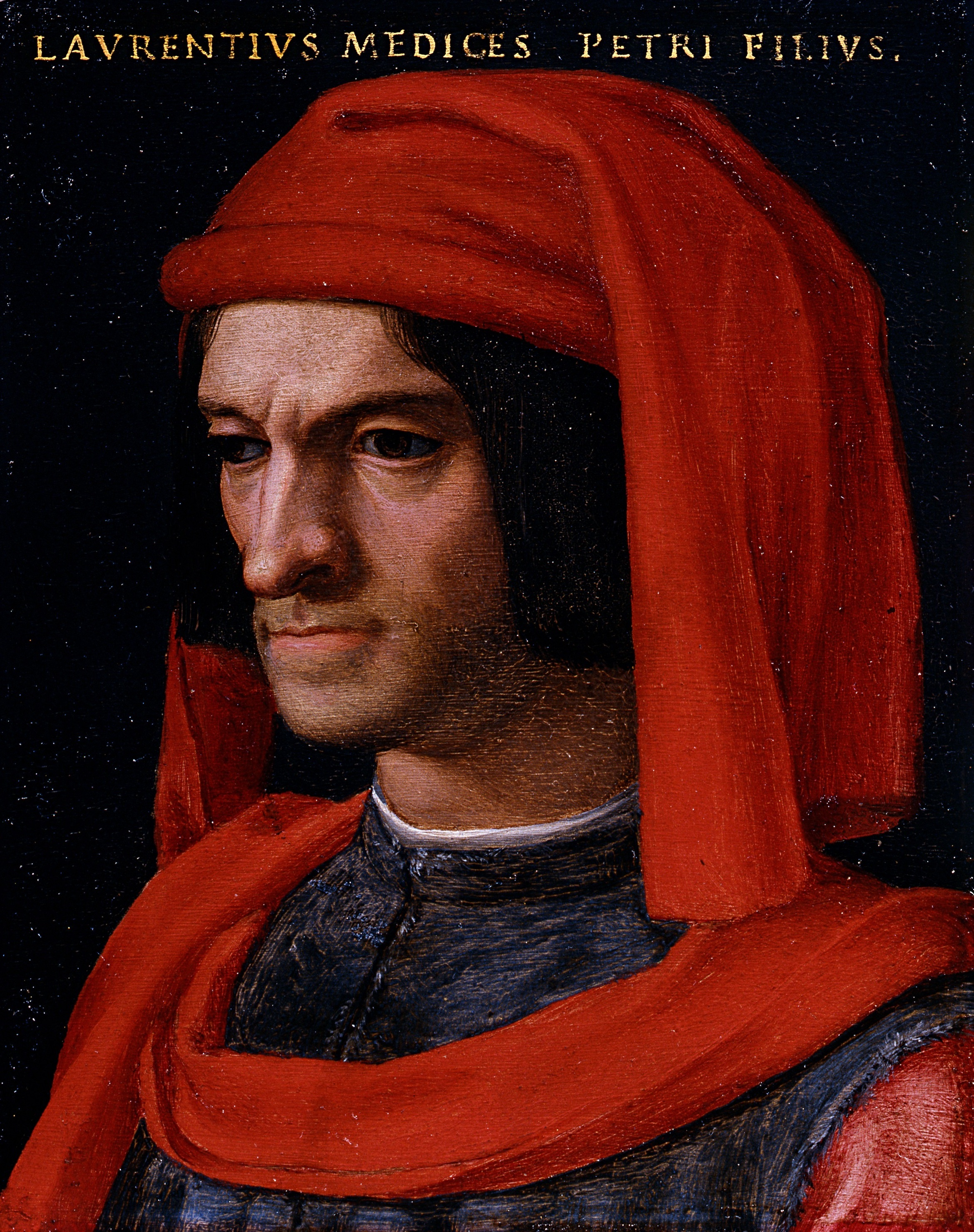
Bottega di Agnolo Bronzino, Ritratto di Lorenzo de' Medici, olio su tela, 1555/1565, Galleria degli Uffizi, Firenze.

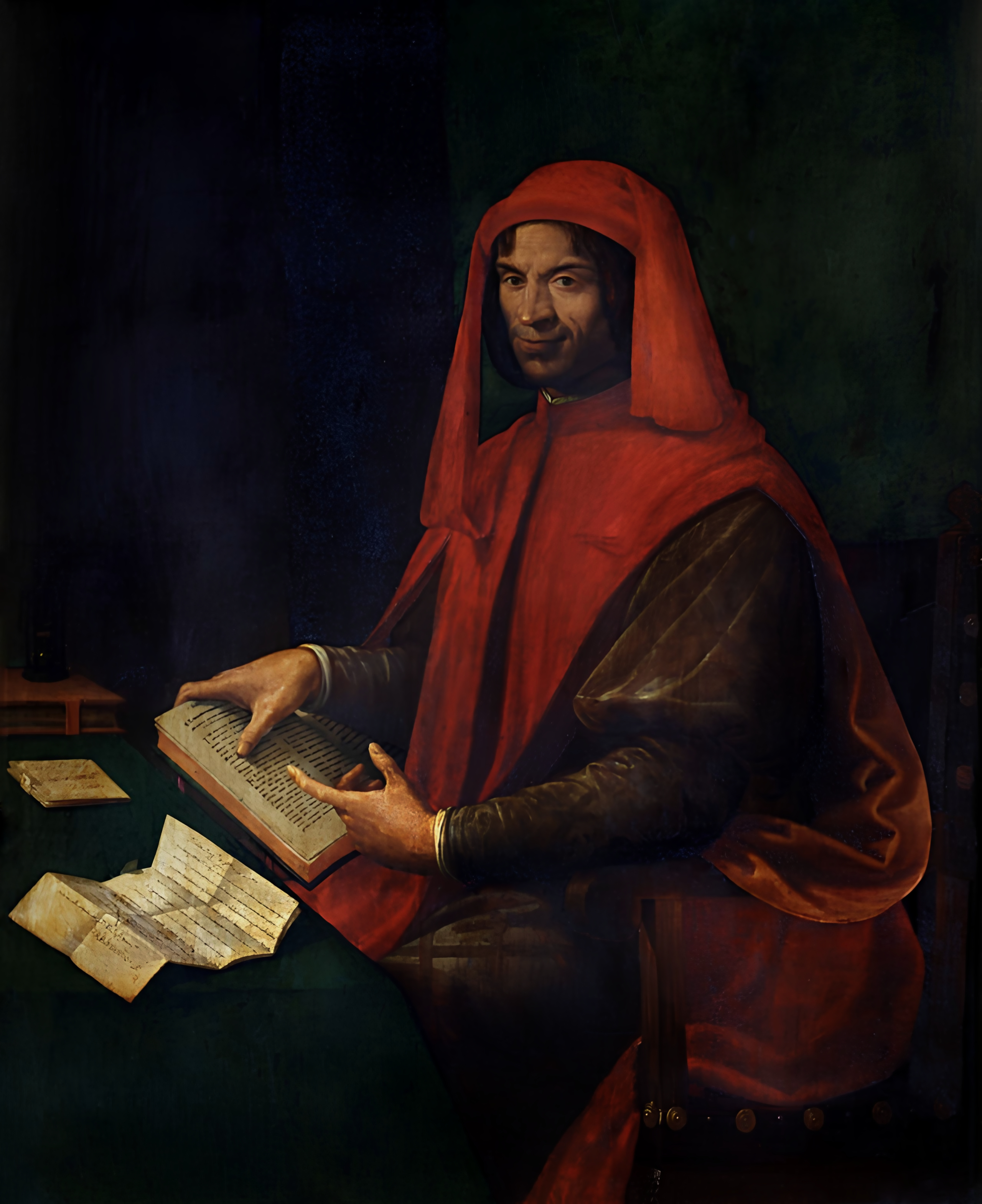
Girolamo Macchietti detto Girolamo "Del Crocefissaio", Lorenzo il Magnifico, 1585 ca.

### Personalità
Lorenzo non si dedicò mai alla carriera delle armi, per le quali non era portato, né si conoscono da parte sua fatti di guerra degni di nota, ma fu al contrario dedito alle arti del solo intelletto, statista, filosofo e poeta. Poiché non era pratico di mercatura e non vi si dedicava, fu più volte vicino al fallimento e dovette ricorrere ai prestiti degli amici e ai denari pubblici.
(Francesco Guicciardini, Storia fiorentina.)

## Discendenza

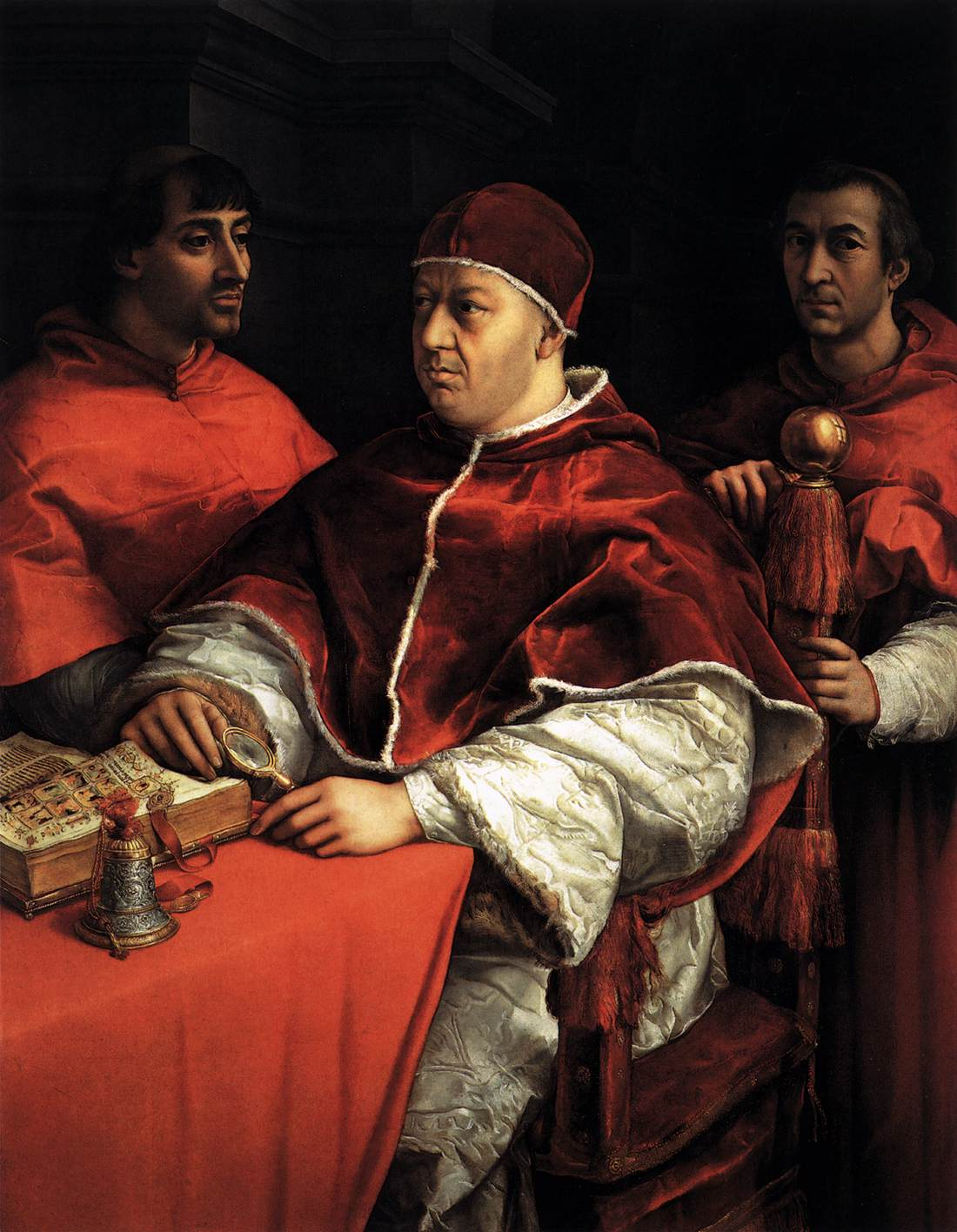
Raffaello, Ritratto di Leone X con due cardinali, olio su tavola, Galleria degli Uffizi (Firenze), 1518. Papa Leone X (1513-1521), al secolo Giovanni de' Medici, figlio di Lorenzo, fu il fautore della restaurazione della propria casata a Firenze (1513), ponendo fine all'esilio ventennale della famiglia, scacciando il Gonfaloniere a vita Pier Soderini.

Dalla moglie Clarice Orsini, Lorenzo ebbe in tutto dieci figli, alcuni dei quali di primaria importanza per la storia dell'Italia rinascimentale e di Firenze.
- Lucrezia (1470-1553), sposò Jacopo Salviati, fu madre di Maria Salviati e nonna di Cosimo I de' Medici;
- Due gemelli (i cui nomi sono ancora ignoti), morti poco dopo il parto (marzo 1471);
- Piero (1472-1503), Signore di Firenze, sposò Alfonsina Orsini;
- Maddalena (1473-1519), sposò Franceschetto Cybo, figlio di papa Innocenzo VIII;
- Contessina Beatrice (1474), morta poco dopo la nascita;
- Giovanni (1475-1521), poi papa Leone X;
- Luisa (1477-1488), promessa sposa a Giovanni il Popolano, morta nella preadolescenza;
- Contessina (1478-1515), sposò Piero Ridolfi;
- Giuliano (1479-1516), Duca di Nemours, sposò Filiberta di Savoia.

## Ascendenza
|                      |                   |                       | Genitori               |  |  | Nonni |  |  | Bisnonni            |  |  | Trisnonni           |  |
|                      |                   |                       |                        |  |  |       |  |  | Giovanni de' Medici |  |  | Averardo de' Medici |  |
|                      |                   |                       |                        |  |  |       |  |  | Giovanni de' Medici |  |  | Averardo de' Medici |  |
|                      |                   | Giacoma Spini         |                        |  |  |       |  |  | Giovanni de' Medici |  |  |                     |  |
| Cosimo de' Medici    |                   |                       |                        |  |  |       |  |  | Giovanni de' Medici |  |  |                     |  |
|                      |                   | Piccarda Bueri        | Edoardo Bueri          |  |  |       |  |  |                     |  |  |                     |  |
|                      |                   | Piccarda Bueri        | Edoardo Bueri          |  |  |       |  |  |                     |  |  |                     |  |
|                      |                   | Piccarda Bueri        | ?                      |  |  |       |  |  |                     |  |  |                     |  |
| Piero de' Medici     |                   | Piccarda Bueri        |                        |  |  |       |  |  |                     |  |  |                     |  |
|                      |                   | Alessandro de' Bardi  | Sozzo de' Bardi        |  |  |       |  |  |                     |  |  |                     |  |
|                      |                   | Alessandro de' Bardi  | Sozzo de' Bardi        |  |  |       |  |  |                     |  |  |                     |  |
|                      |                   | Alessandro de' Bardi  | ? Ubaldini             |  |  |       |  |  |                     |  |  |                     |  |
| Contessina de' Bardi |                   | Alessandro de' Bardi  |                        |  |  |       |  |  |                     |  |  |                     |  |
|                      |                   | Emilia Pannocchieschi | Raniero Pannocchieschi |  |  |       |  |  |                     |  |  |                     |  |
|                      |                   | Emilia Pannocchieschi | Raniero Pannocchieschi |  |  |       |  |  |                     |  |  |                     |  |
|                      |                   | Emilia Pannocchieschi | ?                      |  |  |       |  |  |                     |  |  |                     |  |
| Lorenzo de' Medici   |                   | Emilia Pannocchieschi |                        |  |  |       |  |  |                     |  |  |                     |  |
|                      | Simone Tornabuoni | Tieri Tornaquinci     |                        |  |  |       |  |  |                     |  |  |                     |  |
|                      | Simone Tornabuoni | Tieri Tornaquinci     |                        |  |  |       |  |  |                     |  |  |                     |  |
|                      | Simone Tornabuoni | ?                     |                        |  |  |       |  |  |                     |  |  |                     |  |
| Francesco Tornabuoni | Simone Tornabuoni |                       |                        |  |  |       |  |  |                     |  |  |                     |  |
|                      |                   | ?                     | ?                      |  |  |       |  |  |                     |  |  |                     |  |
|                      |                   | ?                     | ?                      |  |  |       |  |  |                     |  |  |                     |  |
|                      |                   | ?                     | ?                      |  |  |       |  |  |                     |  |  |                     |  |
| Lucrezia Tornabuoni  |                   | ?                     |                        |  |  |       |  |  |                     |  |  |                     |  |
|                      |                   | Nicolò Guicciardini   | Luigi Guicciardini     |  |  |       |  |  |                     |  |  |                     |  |
|                      |                   | Nicolò Guicciardini   | Luigi Guicciardini     |  |  |       |  |  |                     |  |  |                     |  |
|                      |                   | Nicolò Guicciardini   | Costanza Strozzi       |  |  |       |  |  |                     |  |  |                     |  |
| Nanna Guicciardini   |                   | Nicolò Guicciardini   |                        |  |  |       |  |  |                     |  |  |                     |  |
|                      |                   | ?                     | ?                      |  |  |       |  |  |                     |  |  |                     |  |
|                      |                   | ?                     | ?                      |  |  |       |  |  |                     |  |  |                     |  |
|                      |                   | ?                     | ?                      |  |  |       |  |  |                     |  |  |                     |  |
|                      |                   | ?                     |                        |  |  |       |  |  |                     |  |  |                     |  |

## Nella cultura di massa

### Cinema
- In L'arcidiavolo (1966) di Ettore Scola, film basato liberamente sulla celebre storia di Niccolò Machiavelli e interpretato da Vittorio Gassman e da Claudine Auger, il ruolo del Medici è ricoperto da Gabriele Ferzetti[190].

### Televisione
- Ne La primavera di Michelangelo (1990, regia di Jerry London), miniserie televisiva italo-statunitense incentrata sulla giovinezza del grande artista, il ruolo di un morente Lorenzo è ricoperto da Ian Holm[191].
- Lorenzo è uno dei personaggi principali della serie statunitense sulla vita del giovane Leonardo da Vinci (Tom Riley) Da Vinci's Demons (2013-2015), in cui è interpretato da Elliot Cowan[192].
- Daniel Sharman interpreta il Magnifico nella serie I Medici (2018-2019), della quale è il protagonista della seconda e della terza stagione[193].